# Aurochs de Heck

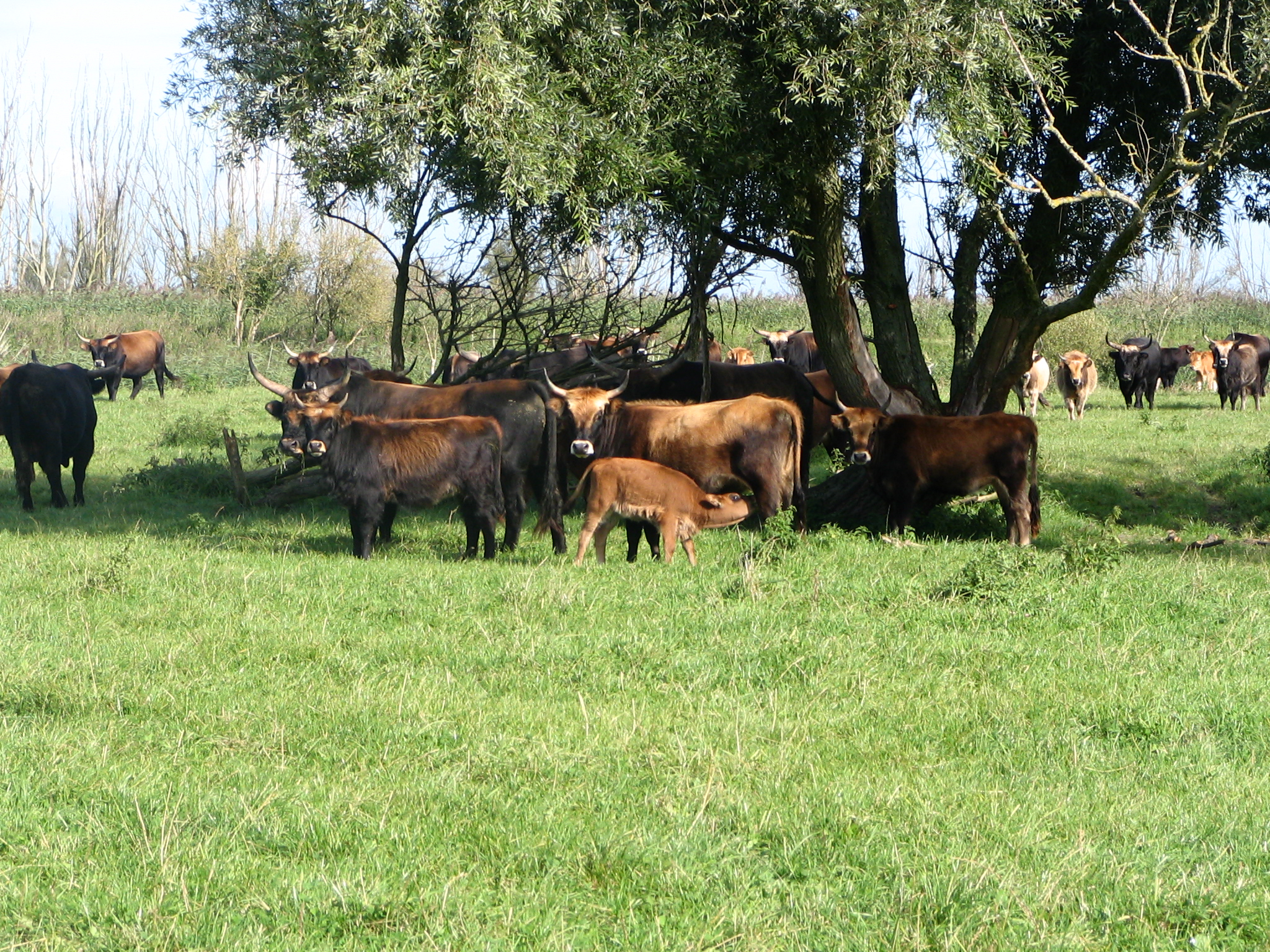
Un petit troupeau.

L'aurochs de Heck (nom vernaculaire français), ou « néo aurochs » ou « aurochs-reconstitué » selon son nom officiel pour la Commission nationale d'amélioration génétique (code de race no 30), est issu d'une sélection de races bovines domestiques menée en Allemagne dans les années 1920 et 1930 par le biologiste Lutz Heck et son frère Heinz, biologiste, directeur du zoo de Munich. Ce mélange visait à recréer le phénotype sauvage des bovins domestiques, le plus proche possible de l'aurochs originel Bos primigenius. L'idée viendrait du zoologiste polonais Feliks Paweł Jarocki.
La méthode utilisée consistait à croiser des races domestiques « rustiques », supposées plus proches de l'aurochs des origines, afin de recréer une diversité génétique moins marquée par les transformations découlant de la domestication puis de sélectionner dans le groupe d'animaux ainsi obtenus, ceux ressemblant le plus à l'apparence physique initiale de l'espèce. Ce phénotype était supposé être un bon indicateur d'une proximité avec le génotype (patrimoine génétique) originel, qui a pu être décrit en 2015 grâce au séquençage d'ADN fossile vieux de 6 750 ans. Pour ce qui est de la ressemblance, le résultat n'a été que partiel. L'apparence physique est plus rustique mais la taille reste inférieure à celle de l'aurochs sauvage, les cornes sont souvent nettement plus petites et la couleur est souvent plus claire. La capacité à vivre en liberté est par contre bien documentée et montre qu'une partie au moins des aptitudes de son ancêtre est toujours présente.
La méthode utilisée et la personnalité des frères Heck, adeptes du régime nazi (Lutz Heck ayant rejoint la SS dès 1933), a entraîné après-guerre de vives polémiques, plusieurs biologistes considérant l'« aurochs reconstitué » comme une « supercherie nazie ». D'autres, surtout en Allemagne et aux Pays-Bas, séparent la démarche du contexte idéologique et défendent l'introduction de l'animal dans des espaces sauvages.
Depuis la fin des années 1990, des éleveurs allemands ont entrepris d'introduire de nouvelles variétés bovines domestiques dans des groupes reproducteurs d'aurochs de Heck. Ces variétés, aux cornes et à la taille plus imposantes, ont donné des petits groupes d'animaux plus proches en apparence de l'aurochs sauvage. Les lignées actuelles regroupent donc une forte majorité d'animaux dont l'apparence et les caractéristiques génétiques sont fixées depuis les frères Heck et une petite minorité d'animaux dont les caractéristiques sont en train d'être revues pour se rapprocher de l'idée que chaque éleveur se fait du phénotype sauvage.

## Problématique
L'idée de « recréer » un aurochs sauvage, au moins au plan phénotypique, implique trois questions :
- à quoi ressemblait l'aurochs original sauvage ?
- quel est l'impact génétique, morphologique et comportemental de la domestication sur le phénotype et le génotype du bétail domestique devant servir de base à la « reconstitution » ?
- les bovins domestiques actuels appartiennent-ils encore à l'espèce Bos primigenius ?

### L'aurochs sauvage

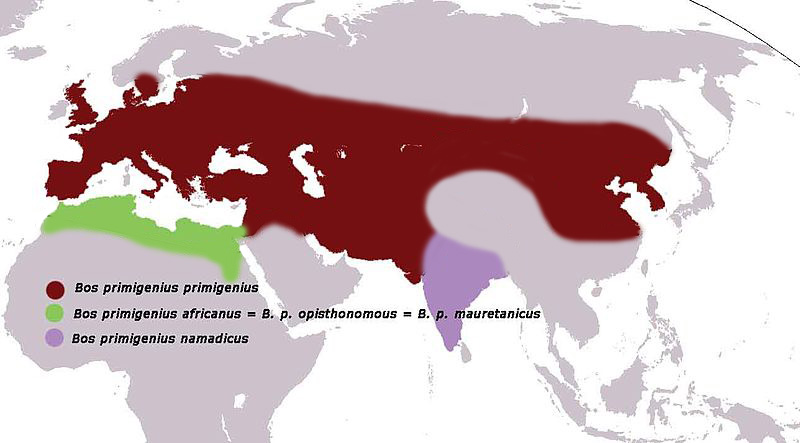
Carte de l'habitat originel de l'aurochs.
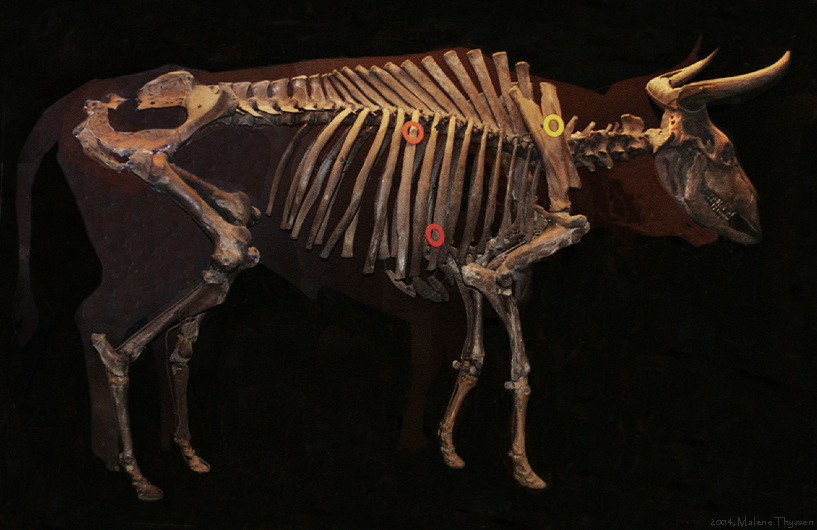
Squelette d'aurochs datant de 7 500 ans avant notre ère.
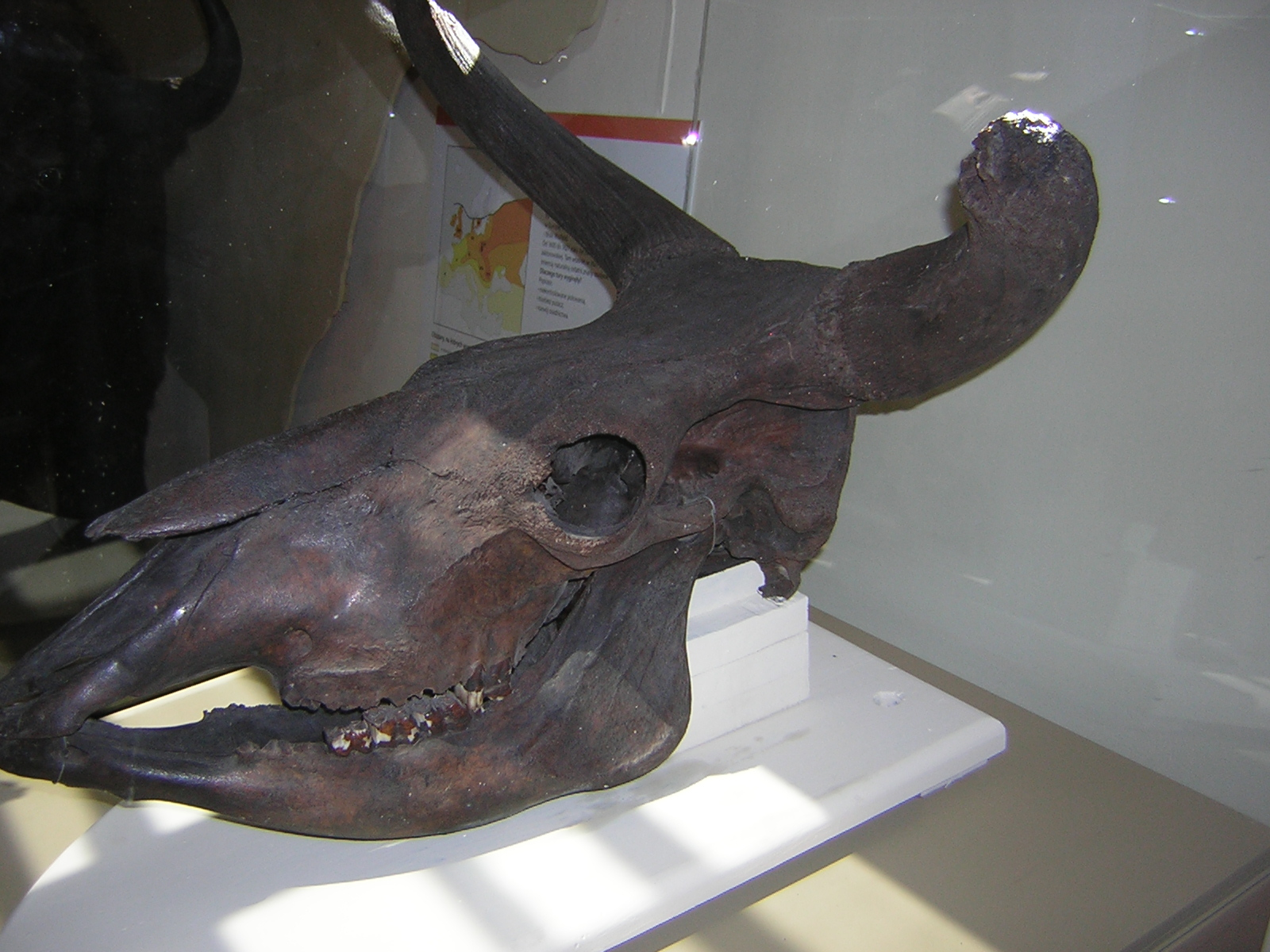
Crâne d'aurochs.
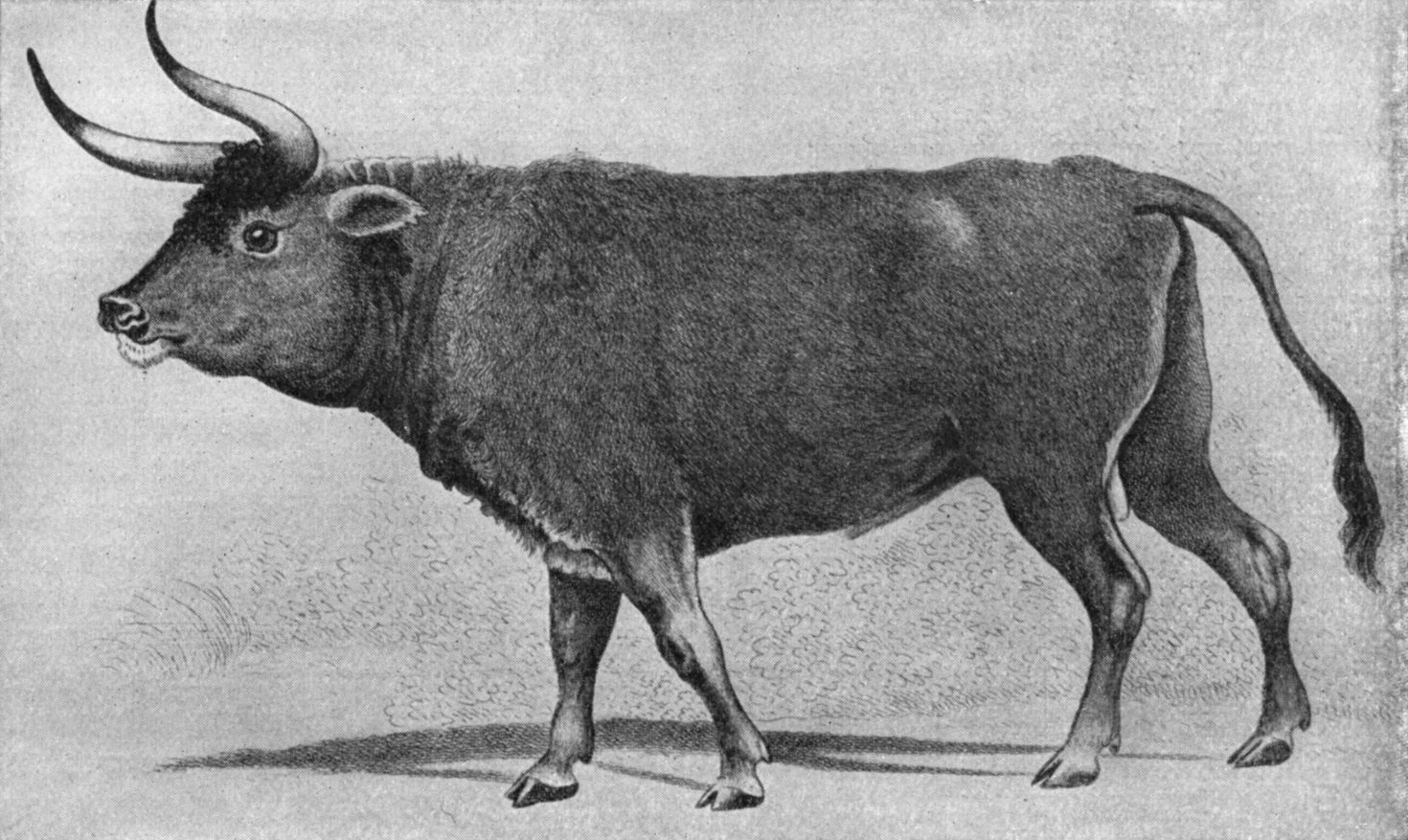
Restitution graphique d'un aurochs mâle.

L'aurochs est un bovidé disparu, ancêtre des races actuelles de bovins domestiques. Son nom scientifique est Bos primigenius.
Beaucoup d'auteurs distinguent trois sous-espèces, largement répandues à travers l'ancien monde :
- les aurochs européens et moyen-orientaux (Bos primigenius primigenius) ;
- les aurochs indiens (Bos primigenius namadicus[7]) ;
- l'aurochs nord-africain (Bos primigenius africanus ou Bos primigenius opisthonomous ou Bos primigenius mauretanicus)[8] ». Des formes régionales mal connues existent et il est possible qu'il ait existé des sous-espèces non décrites. L'aurochs de Sicile avait ainsi une taille inférieure de 20 % aux aurochs continentaux[9].

L'aurochs présentait une taille plus importante que les races actuelles de bovins. Les chercheurs ont cependant revu à la baisse leurs estimations. Herre, en 1953, estimait la taille au garrot des mâles à 2 mètres et celle des femelles à 1,80 mètre. Boessneck, en 1957, proposait cependant une estimation allant de 1,65 à 1,85 mètre pour les mâles de l'Holocène. Les estimations récentes sont plutôt de 1,60 à 1,80 mètre au garrot pour les mâles et d'environ 1,50 mètre pour les femelles même si certains auteurs restent encore partisans d'une taille dépassant les 2 mètres. Ces variations d'estimations s'expliquent par le faible nombre de squelettes complets disponibles. Si les os retrouvés sont nombreux, le nombre de squelettes plus ou moins complets n'était que de quinze en 2002.
Le poids pouvait atteindre 800 à 1 000 kilogrammes.
Le crâne était volumineux, avec un front plat et étroit muni de grandes cornes en forme de lyre tournées vers l'avant en faisant un angle d'environ 60° avec le front. La pointe pouvait parfois remonter vers le haut. La forme précise de ces cornes pouvait légèrement varier d'un individu à l'autre. Celles des mâles pouvaient aller jusqu'à 107 centimètres en longueur quand celles des femelles étaient plus petites, jusqu'à 70 centimètres de longueur. Claude Guintard indique même une taille maximale pour les mâles de 120 centimètres mais des tailles moyennes bien inférieures à ces maximums : 62 centimètres pour les mâles et 42 centimètres pour les femelles. Il s'agit ici de la taille de la base osseuse, la taille totale avec l'étui kératinisé étant supérieure d'environ 20 % (soit des moyennes totales d'environ 74 et 50 centimètres).
L'animal avait un dos rectiligne et les jambes étaient proportionnellement plus longues que celles des bovins domestiques actuels.
Le dimorphisme sexuel était prononcé chez cette espèce. Les mâles étaient plus gros, avaient des cornes plus longues et avaient un pelage brun-noir avec une raie plus pâle le long de l'épine dorsale. Les femelles et les jeunes des deux sexes avaient un pelage plus rougeâtre, sans cette raie dorsale. D'après les descriptions des derniers témoins, il y avait une zone plus claire autour du museau chez les deux sexes.
Contrairement aux actuels bovins domestiques, les femelles avaient des mamelles discrètes, difficilement visibles.
Les aurochs avaient également une certaine réputation d'agressivité, encore que celle-ci ait pu être exagérée par les traditions populaires comme dans le cas des loups. Les derniers rapports historiques de Pologne, juste avant la disparition de l'animal, indiquent d'ailleurs que les aurochs n'avaient pas peur des humains et ne se sauvaient pas quand ceux-ci approchaient, ne devenant agressifs que lorsqu'ils étaient chassés ou trop importunés.
D'après les rapports historiques, les femelles vivaient en groupe avec leurs veaux, les mâles vivant à part en petits groupes. Certains mâles restaient solitaires. À la saison des amours (août à septembre), les mâles rejoignaient les femelles, s'affrontant parfois violemment pour pouvoir se reproduire. Les jeunes naissaient en mai et juin.
« S'il fréquentait les milieux plutôt ouverts à la fin du Pléistocène (Crégut-Bonnoure & Guérin, 1996), il semble devenir de plus en plus forestier pendant l'Holocène comme en témoigne le résultat des analyses isotopiques menées sur des restes d'aurochs du Néolithique moyen de Normandie (Bocherens & Tresset, inédit). Ce changement d'habitat est attribuable à une réponse de l'espèce au dérangement par l'Homme ».
Il semble avoir également apprécié un environnement marécageux.
Comme le montre la carte de sa répartition, la sous-espèce vivant en Europe occupait aussi les steppes allant de la Hongrie à la Mandchourie.
Après sa disparition dans les autres régions du monde, il est resté relativement abondant dans les forêts d'Europe jusqu'au Moyen Âge, date à laquelle quelques mesures de protection sont prises, afin de protéger un gibier de choix pour la noblesse. Ces mesures restreintes sont restées de peu d'effets et le dernier aurochs sauvage identifié est tué dans la forêt de Jaktorów, en Pologne, en 1627.
Le projet de « restauration » de l'aurochs sauvage initié par les frères Heck vise à retrouver les apparences et les comportements ci-dessus décrits.

### La domestication de l'aurochs
La domestication de l'aurochs sauvage, Bos primigenius, remonterait de 6 500 à 8 000 ans av. J.-C., au Moyen-Orient puis en Inde.
Chacune des trois sous-espèces aurait été domestiquée et serait à l'origine de races domestiques : les aurochs européens et moyen-orientaux (Bos primigenius primigenius) seraient à l'origine des bétails sans bosse domestiques (Bos primigenius f. taurus), les aurochs asiatiques ou indiens (Bos primigenius namadicus) ont vraisemblablement donné le bétail domestique à bosse ou zébu (Bos primigenius f. taurus ou Bos primigenius f. indicus) et l'aurochs nord-africain (Bos primigenius africanus ou Bos primigenius opisthonomous ou Bos primigenius mauretanicus) pourraient avoir contribué au patrimoine génétique des bétails domestiques africains.
Selon cette approche, les bovins domestiques européens descendent de la sous-espèce européenne et moyen-orientale, les bovins domestiques asiatiques à bosse (zébu) descendent des aurochs indiens et les bovins domestiques africains descendent d'un mélange incluant des aurochs nord-africains. Les bovins domestiques européens et asiatiques (zébu), en particulier, ne seraient apparentés que de façon assez éloignée puisqu'ils auraient été domestiqués indépendamment à partir de sous-espèces sauvages déjà distinctes. Bien qu'on ait autrefois parlé de Bos indicus pour désigner les zébus, on les considère maintenant comme faisant partie de la même espèce que les bovins européens puisque descendant de la même espèce sauvage (mais pas de la même sous-espèce).
Des études concluent à un mélange entre aurochs moyen-orientaux et européens (appartenant à la même sous-espèce Bos primigenius primigenius) dans le génotype des bovins domestiques occidentaux actuels.
« Nous avons montré pour la première fois au niveau de l'ADN " fossile " que la diversité génétique des populations d’aurochs étaient plus importante que celle des bœufs actuels et qu'ils ont été domestiqués il y a 10 000 ans plusieurs fois dans le bassin du Haut-Euphrate au Proche-Orient. La présence d'haplotypes proche-orientaux au Néolithique sur le territoire français a démontré qu'ils ont été importés domestiqués en Europe quelque 2 000 ans plus tard au cours des migrations néolithiques à travers la Méditerranée et le long du Danube. L'haplotype des aurochs européens étant significativement distinct de celui des bœufs domestiqués, nous avons aussi pu montrer l'existence sporadique de croisements spontanés ou souhaités par l'homme entre l'aurochs européen mâle et le bœuf domestique proche-oriental femelle.  »

#### Conséquences génétiques de la domestication
Le processus de domestication a pour objectif de créer une ou plusieurs variétés d'animaux dont les caractéristiques physiques et comportementales sont plus utiles aux êtres humains que les caractéristiques sauvages.
La méthode consiste à capturer des animaux sauvages, à les isoler d'un point de vue reproductif pour éviter qu'ils ne diluent les nouveaux caractères acquis et à les soumettre à une sélection artificielle. Cette dernière consiste à n'autoriser que la reproduction des animaux portant des caractéristiques considérées comme utiles. Ce sont ces nouvelles caractéristiques que se proposent d'annuler les « rétro-croisements » opérés par les sélectionneurs de l'aurochs-reconstitué.
Les conséquences génétiques de la domestication peuvent être de plusieurs natures. Elles portent essentiellement sur les allèles (les formes que peuvent prendre un même gène) et plus rarement sur la structure des gènes elle-même.
Diversité : La première et la plus rapide des conséquences est sans doute la perte de diversité des allèles. Ainsi, si au sein d'une population il existe trente allèles (variantes) d'un même gène, un élevage commencé avec dix animaux ne peut espérer contenir tous les allèles originels (un animal ne peut porter que deux allèles au maximum par gène). Par la suite, la sélection continuelle opérée par les éleveurs, qui n'autorisent pas tous les animaux à se reproduire, contribue à éliminer certains allèles. Ceux des grandes cornes propres à l'aurochs ont ainsi disparus de la plupart des races domestiques, certaines races devenant même dépourvues de cornes. Chez les aurochs, ces allèles étaient eux-mêmes diversifiés, la paléontologie montrant des formes de cornes légèrement différentes d'un aurochs à l'autre.
Variation de la fréquence des allèles : Même au sein des allèles épargnés, les proportions peuvent être considérablement modifiées. Ainsi un allèle très rare chez les populations originelles peut devenir dominant dans une population domestique. Les poils clairs, rares chez les aurochs sauvages, sont ainsi devenus communs chez bon nombre de races domestiques.
Introduction de nouveaux allèles : Des allèles totalement inexistants chez l'animal sauvage peuvent apparaître au sein des variétés domestiquées. Des mutations apparaissent en effet au hasard des générations. La majorité est éliminée par la sélection naturelle. Mais dans le contexte de la domestication, ces mutations peuvent être sélectionnées par les éleveurs et se répandre très rapidement au sein du groupe domestiqué.
Modification de structure des gènes : Il arrive parfois que la sélection de mutations amène la modification non seulement des allèles mais même des structures chromosomiques. Ainsi, le sanglier a 36 chromosomes quand sa forme domestique, le porc, en a 38.
La génétique actuelle permet de comparer les variations d'allèles ou de chromosomes entre espèces sauvages et variantes domestiquées. Mais dans le cas de l'aurochs, la disparition de celui-ci rend cette comparaison impossible ou la renvoie à l'amélioration future des techniques en matière d'analyse des gènes sur les fossiles. Il est donc difficile de définir précisément les modifications, dérives ou altérations que la domestication a fait subir au génotype des différentes races de bovins domestiques.
Concernant le phénotype (apparence), les déviations sont plus faciles à mesurer, encore qu'elles varient fortement d'une race bovine à une autre. Globalement l'écart avec l'aurochs sauvage est important. Les tailles ont très fortement chuté, passant souvent à 130 ou 140 centimètres pour les mâles, contre 160 à 180. « Les races de bétails modernes montrent une énorme variété de couleurs [...], de tailles de cornes, de formes de cornes, de tailles de corps et de tailles de mamelle. Une caractéristique générale des bétails domestiques est que le dimorphisme sexuel a diminué fortement ; pour beaucoup de caractéristiques (par exemple la taille au garrot, la couleur [...], la longueur des cornes), les taureaux et les vaches se ressemblent de plus en plus (Grigson 1978, Bohlken 1964). [...] Néanmoins, dans plusieurs races de bétails et pour quelques individus, des caractéristiques des aurochs éteints peuvent encore être vues. » C'est en s'appuyant sur ces subsistances que les frères Heck ont construit leur projet.

### Systématique
La reconstitution non seulement phénotypique mais aussi génétique de l'aurochs sauvage implique, au moins implicitement, que les bovins domestiques appartiennent toujours à l'espèce originelle.
On a donné aux bovins domestiques le nom scientifique de Bos taurus au XVIIIe siècle, avant le développement de la biologie évolutive. Avec l'apparition de celle-ci, l'étroite relation entre races domestiques et sauvages a été reconnue. À ce titre, le statut scientifique des « espèces » domestiques a été remis en cause et beaucoup de biologistes ne les considèrent plus désormais que comme des formes domestiquées des espèces sauvages originelles.
En effet, selon Ernst Mayr « une espèce est une communauté reproductive de populations (isolée au plan reproductif d'autres communautés) ». Or, les « espèces » domestiques se croisent avec leur espèce parente quand elles en ont l'occasion. Ainsi, « vu que, du moins en ce qui concerne les races d'animaux domestiques primitives, celles-ci constitueraient, en règle générale, une entité de reproduction avec leur espèce ancestrale, si elles en avaient la possibilité, la classification d'animaux domestiques en tant qu'espèces propres n'est pas acceptable. C'est pourquoi on a essayé de les définir comme sous-espèces ».
On donne alors à la nouvelle sous-espèce le nom de l'espèce d'origine, complété par le nom de sous-espèce (qui reprend l'épithète spécifique de l'ancienne espèce).
| Nom commun        | Nom scientifique traditionnel | Nom scientifique révisé |
| ----------------- | ----------------------------- | ----------------------- |
| Chien domestique  | Canis familiaris              | Canis lupus familiaris  |
| Bovin domestique  | Bos taurus                    | Bos primigenius taurus  |
| Chèvre domestique | Capra hircus                  | Capra aegagrus hircus   |

Certains biologistes sont même réticents à utiliser la notion de sous-espèces pour un groupe domestiqué. D'un point de vue évolutif, l'idée d'espèce ou de sous-espèce est en effet liée à l'idée de sélection naturelle et non de sélection artificielle. Du fait de cette réticence et « depuis 1960 environ, on utilise de plus en plus la désignation forma, abrégée f, qui exprime clairement qu'il s'agit d'une forme d'animal domestique qui peut éventuellement remonter jusqu'à diverses sous-espèces sauvages :
- chien domestique - Canis lupus f. familiaris ;
- bovin domestique - Bos primigenius f. taurus ;
- chèvre domestique - Capra aegagrus f. hircus[28] ».

De son côté, le WWF considère que « lorsqu'il s'est éteint [l'aurochs], le matériel génétique n'a pas été perdu complètement, parce qu'au sens biologique les bétail domestiques sont aussi des aurochs ».
La version 2005 de Mammal Species of the World utilise pour désigner l'aurochs et ses variantes domestiques le nom de Bos taurus et non celui de Bos primigenius. Le nom unique est cohérent avec l'idée selon laquelle il n'y a qu'une seule espèce. Mais le nom retenu n'est pas conforme à la décision 2027 de la International Commission on Zoological Nomenclature, laquelle a décidé en 2003 d'utiliser Bos primigenius comme nom de l'espèce sauvage. Concernant le regroupement des formes domestiques et sauvages sous une seule espèce, la commission est restée prudente sans trancher de façon définitive. Elle autorise en effet l'usage de Bos primigenius taurus pour les scientifiques défendant l'unité d'espèce entre formes sauvages et domestiquées et de Bos taurus pour les autres.
En contradiction avec l'approche dominante actuelle, un rapport datant du XVIe siècle indique que le produit d'une hybridation entre aurochs sauvage et bovin domestique est stérile, ce qui indiquerait que les deux groupes sont devenus des espèces différentes. Ce rapport n'est généralement pas repris par les scientifiques actuels pour deux raisons. La première est que toutes les espèces sauvages qui ont été domestiquées et qui existent encore se croisent sans problèmes avec leur cousin domestique, y compris le chien et le loup (le chien semble l'animal le plus anciennement domestiqué). D'autre part, les études génétiques ont montré que des croisements entre aurochs et bovins domestiques ont été réalisés bien après la domestication : « nous avons aussi pu montrer l'existence sporadique de croisements spontanés ou souhaités par l'homme entre l'aurochs européen mâle et le bœuf domestique proche-oriental femelle ».

### Problématique - synthèse
Au-delà des problèmes de terminologie ou de systématique, les frères Heck et leurs successeurs actuels sont partis de l'idée selon laquelle l'aurochs n'a disparu que dans ses sous-espèces sauvages, mais qu'il a survécu à travers ses formes domestiquées.
Pour eux, la majorité des allèles (variants d'un gène) originaux peuvent être encore retrouvés, dispersés au sein des différentes populations domestiquées actuelles, en particulier les plus rustiques. Une sélection de reproducteurs exprimant ces allèles peut donc donner naissance à une variété proche des caractéristiques originelles de l'espèce.

## Le projet des frères Heck

### Le contexte idéologique

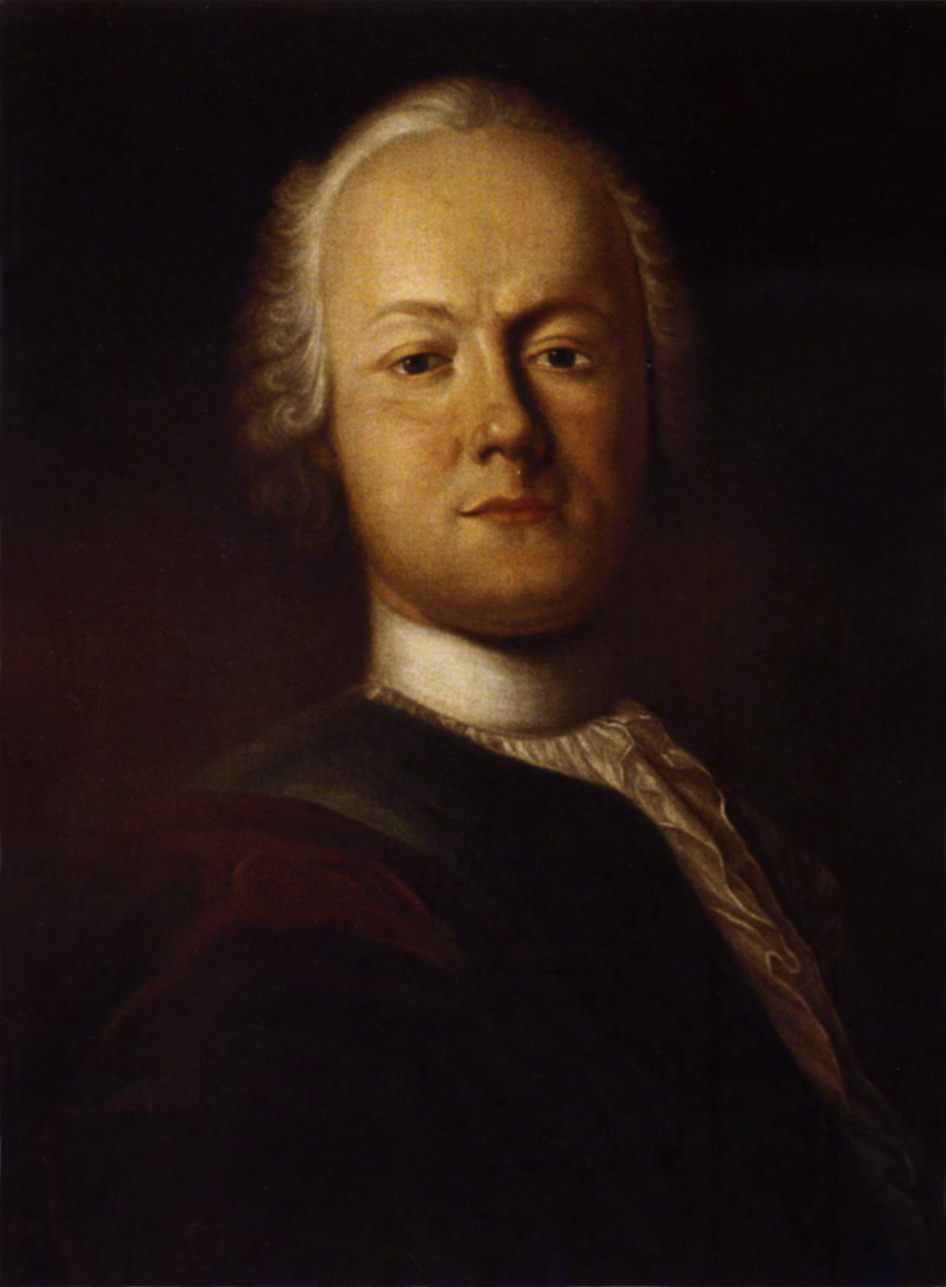
Friedrich Gottlieb Klopstock, portrait réalisé par Johann Caspar Füssli (1750)

Dès l'origine, le romantisme allemand a exalté la nature, souvent dans sa variante primitive et inchangée. Klopstock (1724-1803), qui a influencé les premiers romantiques, a ainsi magnifié la vieille Germanie. Très tôt, cette vision de la nature primitive a été liée à un certain nationalisme allemand. Klopstock est ainsi aussi considéré comme un des pères de la théorie de l'État-nation.
Cette vision de la nature n'est pas forcément conservatrice. Le même Klopstock fut ainsi un partisan de la Révolution française qu'il qualifie d'« acte le plus noble du siècle ». Au cours du XIXe siècle, ce courant exaltant la nature sauvage, opposé à la rationalisation de celle-ci née de l'industrialisation, est cependant assez fermement lié aux mouvements nationalistes allemands, de gauche ou de droite.
On peut lire dans cette vision romantique une des bases de la sensibilité de l'actuelle société allemande aux questions d'environnement. C'est ainsi en Allemagne qu'est apparu le premier parti écologiste représenté au parlement, au début des années 1980, Die Grünen. C'est aussi en Allemagne et aux Pays-Bas que l'aurochs de Heck suscite le plus d'intérêts.
« À cette époque [entre les deux guerres], la reconstruction des espèces disparues était un sujet sur lequel travaillaient de nombreux naturalistes. [...] Les projets de diverses expériences ont fait l'objet de discussion à Vienne, en Allemagne et en Pologne. Outre le fait qu'il existait une volonté de rétablir cette espèce dans la nature, les autres motivations de la reconstruction étaient très variées. Heck pensait démontrer que deux espèces de bœufs sauvages d'Europe existaient (plusieurs naturalistes mettaient en doute l'existence de l'aurochs en tant que bonne espèce) et qu'elles pouvaient vivre l'une à côté de l'autre. Le professeur Adametz de l'École naturaliste autrichienne voulait « reconstruire » l'aurochs pour découvrir les relations entre les deux espèces, le grand Bos primigenius [...] et le petit aurochs aux pieds courts Bos europaeus brachyceros [...] Tadeusz Vetualani (l'auteur de la « reconstruction du tarpan ») désirait également « reconstruire » l'aurochs pour expliquer l'origine des diverses races bovines. »

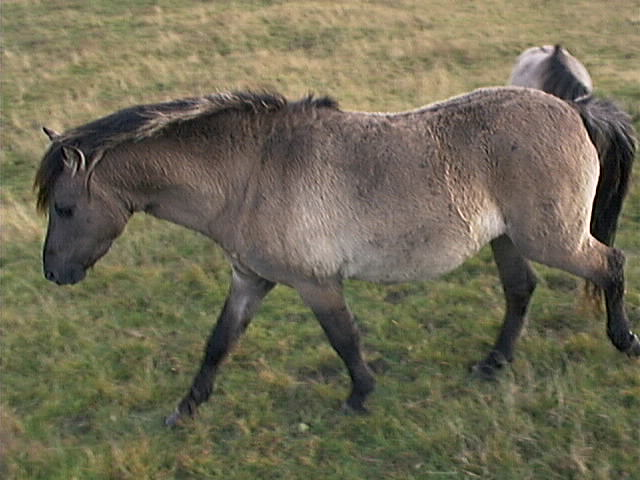
Un « tarpan reconstitué », ou Konik, en 2004.

À partir de 1936, Tadeusz Vetualani, un scientifique polonais a « reconstitué » une race équine ressemblant aux anciens chevaux sauvages européens tarpans disparus à la fin du XIXe siècle. Vetualani a travaillé à partir de poneys polonais supposés descendre d'un mélange de chevaux domestiques et de tarpans. Son travail a donné naissance à la race « Konik polski », très proche physiquement des tarpans originels. Les frères Heck mèneront leur propre projet de « reconstitution » du tarpan, et des « chevaux de Heck » existent encore aujourd'hui.

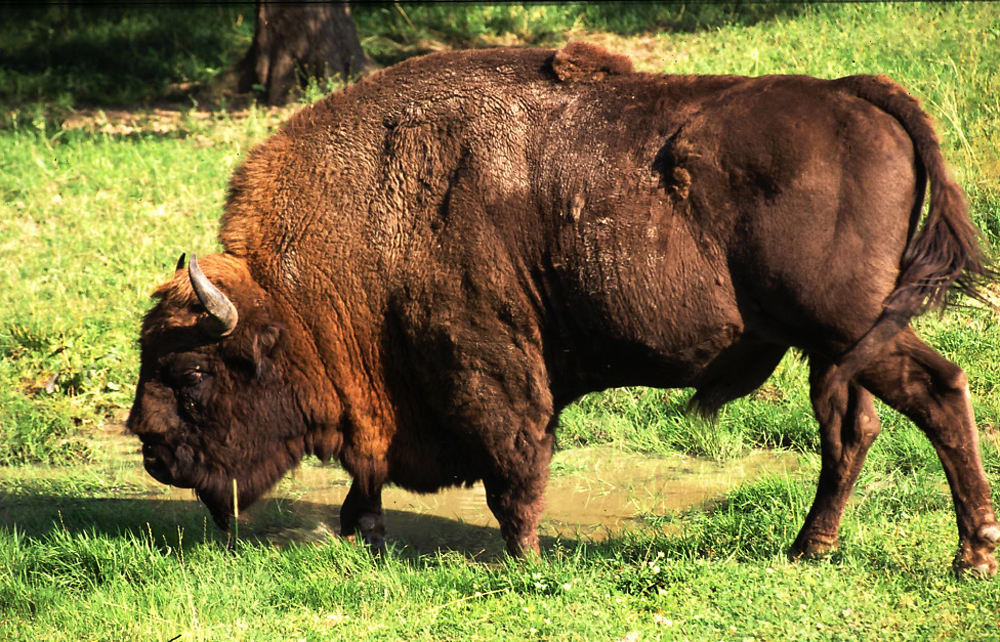
Un Bison d'Europe, en Pologne.

L'Allemagne de l'entre-deux-guerres fut aussi très impliquée dans la préservation d'un autre animal emblématique de l'ancienne Europe, le bison d'Europe (Bison Bonasus). En août 1923, peu après la disparition des derniers animaux vivant en liberté, la « société internationale pour la protection du bison d'Europe » est en effet créée pour assurer la survie de l'animal. Seize pays sont à l'époque représentés, organisant des échanges de reproducteurs afin d'éviter la consanguinité et d'augmenter la population vivant en captivité. Un European Bison Pedigree Book (EBPB) (« livre des pedigrees du bison d'Europe ») est mis en place pour suivre les lignées et c'est l'Allemagne qui en est la gestionnaire jusqu'à la Seconde Guerre mondiale. Un des frères Heck deviendra d'ailleurs également le président de la « société internationale pour la protection du Bison d'Europe » en 1938.
Les Allemands relâcheront des aurochs de Heck « tout d'abord dans les forêts de Prusse-Orientale et puis dans la Pologne occupée par l'armée nazie dans la forêt de Białowieża ». Des bisons seront également relâchés dans cette forêt. Les aurochs de Heck relâchés ne semblent pas avoir survécu à la guerre ou à leur contact avec la nature sauvage.
Les frères Heck agissent donc dans un contexte où les idées de préservation et de restauration de la nature de l'ancienne Germanie ou de l'ancienne Europe (tarpans, bisons d'Europe, aurochs) sont assez répandues. Lorsqu'ils commencent leurs croisements au début des années 1920, le nazisme est encore marginal. Lorsqu'ils les terminent en 1934, le nazisme vient juste d'arriver au pouvoir (1933). Le projet des frères Heck n'est donc pas en lui-même un « projet nazi » comme le lui reprochent certains. Il s'agit d'un projet privé qui s'inscrit dans un contexte idéologique plus large de défense d'une nature non modifiée par l'homme, défense qui apparaît dès le XVIIIe siècle dans le pré-romantisme allemand et qui subsiste aujourd'hui dans les réserves intégrales des Pays-Bas où l'aurochs-reconstitué est largement présent.
Les frères Heck étaient proches des nazis : ils ont occupé des postes de responsabilité dans les institutions du Troisième Reich, en particulier Lutz Heck qui fut accusé de crime de guerre, et leur projet, comme celui du sauvetage du bison, s'inscrivait sans heurt dans l'idéologie de l'époque. Mais des groupes d'orientations idéologiques très différentes se les sont appropriés dans l'après Seconde Guerre mondiale.

### La démarche technique

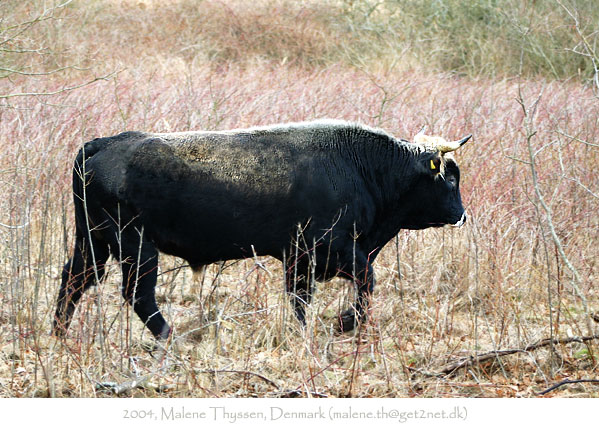
Un aurochs de Heck mâle. La couleur du corps et l'orientation des cornes ressemblent à celles de son ancêtre, mais la forme et la taille des cornes diffèrent. Cet animal est également plus petit.

La domestication a assez nettement modifié les races bovines domestiques par rapport à l'aurochs originel : taille plus petite, dimorphisme sexuel restreint, variations de coloris, mamelles plus grosses, jambes plus courtes par rapport au corps, cornes plus petites et de formes variables.
« Néanmoins, dans plusieurs races de bétails et pour quelques individus, des caractéristiques des aurochs éteints peuvent encore être vues. Non seulement dans des races de bétails rustiques (par exemple taureau de combat espagnols, bétail des steppes), mais également dans les races totalement modernes. Par exemple chez les holstein-frisonnes, la forme originale de corne des aurochs (mais pas la taille) peut être vue, et chez les taureaux de Jersey ou les taureaux bruns suisses, les gènes de la couleur de la robe des aurochs mâles (y compris la raie claire dorsale) sont encore présents (French et autres, 1966). Les touffes de poils sauvages entre les cornes d'un taureau rappellent ceux de l'aurochs mâle (Schneeberger, chez Gesner, 1602). »
« Encouragé par cette constatation, dans les années 1920 et les années 1930 en Allemagne, les frères Lutz et Heinz Heck ont commencé des expériences de rétro-croisements pour recréer les aurochs. Chacun d'eux a essayé d'atteindre son but avec sa propre sélection de races bovines. Selon leurs propres déclarations (Heck, H. 1934 ; Heck, L. 1934), ils ont « réussi » en une période étonnamment courte (respectivement 12 et 11 ans) ». « Les deux expériences, différentes à quelques détails près, furent effectuées dans les parcs zoologiques de Berlin et d'Hellabrunn (Munich). »

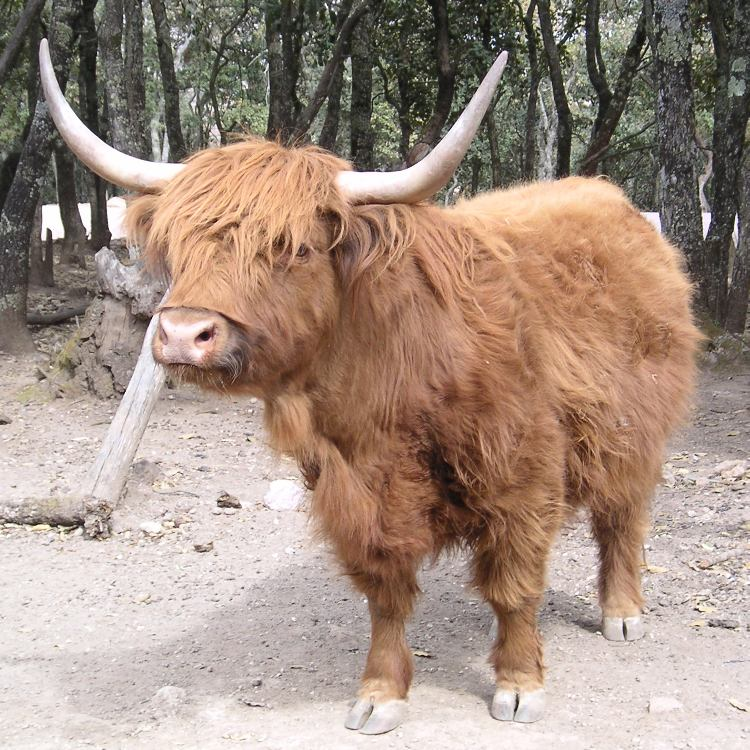
Une vache des Higlands, une des races utilisées pour créer l'aurochs de Heck.

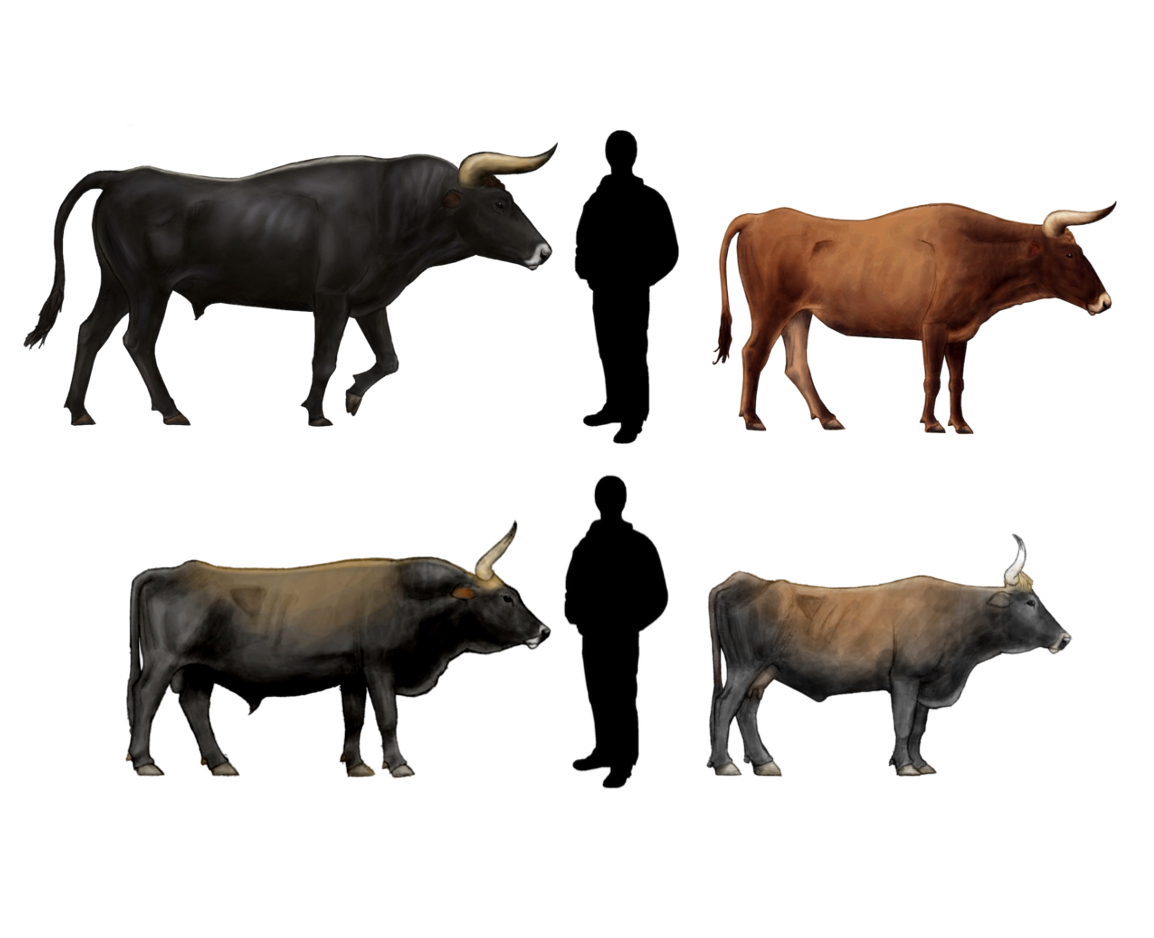
Comparaison entre l'apparence d'aurochs sauvages (haut) et celle d'aurochs de Heck (bas).

Les frères Heck ont à l'origine travaillé en commun à partir de 1921 mais des divergences sur les races « rustiques » à intégrer dans leur cheptel les ont ensuite amenés à travailler indépendamment. Tous deux ont annoncé en 1934 que leur travail de rétro-sélection (démarche visant à annuler les effets de la domestication) avait abouti. Il semblerait que la lignée gérée par Lutz Heck à Berlin a disparu pendant la Seconde Guerre mondiale. Les aurochs-reconstitués actuels descendraient donc uniquement ou essentiellement de la lignée créée par les deux frères mais dans sa version gérée par Heinz Heck.
La méthode utilisée était de croiser des races domestiques « rustiques », supposées plus proches de l'aurochs des origines, afin de recréer une diversité génétique moins marquée par la dérive génétique découlant de la domestication puis de sélectionner dans le groupe d'animaux ainsi obtenus ceux ressemblant le plus au phénotype (apparence physique) originel. Ce phénotype étant supposé être un bon indicateur d'une proximité avec le génotype (patrimoine génétique) originel.
Les races utilisées furent les suivantes :
| Poids génétique | Races bovines utilisées |
| --- | --- |
| Races employées par les frères Heck et dont les gènes ont une probabilité élevée d'être toujours incorporés dans l'aurochs-reconstitué actuel. | - Bœuf gris de Hongrie - Podolisches Steppenrind (forme originelle du Gris Ukrainien) - Race bovine des Highland - Allgäuer (Allgäu : forme originelle de l'actuelle Allemande brune) - Murnau-werdenfels - Angeln (un rameau des races rouges de la Baltique) - geschecktes Niederungsrind (probablement un type originel allemand des « pies noirs des plaines » ou des « pies rouges allemandes ») - geschecktes Gebirgsrind (probablement des Fleckvieh) - Race bovine Corse |
| Races employées seulement (?) par Lutz Heck à Berlin, et qui ont une faible probabilité d'être encore génétiquement représentées dans le bétail actuel, parce que la forme berlinoise de bétail semble avoir disparu pendant la Seconde Guerre mondiale | - Taureau de combat espagnol - Taureau camarguais - Montafoner (Montafon : forme originelle de l'actuelle Autrichienne brune) - Graubraunes Höhenvieh (terme collectif pour plusieurs formes brunes, parmi lesquelles la Tirol Grey Brown Mountain, l'Allgäu et la Murnau-werdenfels) - Race anglaise White Park. |
| Races peut-être utilisées par Lutz Heck, et qui ont une faible probabilité d'être encore génétiquement représentées dans le bétail actuel, parce que la forme berlinoise de bétail semble avoir disparu pendant la Seconde Guerre mondiale              | Schwedisches Fjällrind (Suédoise des montagnes) |

Le travail des frères Heck a donné des animaux qui ressemblent plus à l'aurochs sauvage que les races domestiques habituelles. Les divergences ne sont cependant pas négligeables.
| Caractéristiques | aurochs sauvage | aurochs de Heck |
| --- | --- | --- |
| Taille moyenne au garrot | Mâle : 170 cm Femelle : 150 cm. | Mâle : 142 cm (mais jusqu'à 160 cm) Femelle : 131 cm (mais parfois jusqu'à 160 cm). |
| Couleurs | Mâle : Brun-noir, avec une raie pâle sur le dos. Une zone claire autour du museau Femelle : Brun-roux, parfois noir. Zone claire autour du museau possible (?)                           | Mâle : Variable, de brun foncé à roux. Une raie dorsale, pâle ou foncée, est souvent visible. Une zone claire autour du museau Femelle : Idem mâle, couleur générale souvent un peu plus claire, raie dorsale plus rare                                                                 |
| Cornes Les chiffres ci-contre ne concernent que l'os. Il faut sans doute y rajouter 20 % pour avoir la longueur totale de la corne avec son étui kératinisé aujourd'hui disparu | Mâle : 62 cm en moyenne (jusqu'à 120 cm), en forme de lyre, inclinées à 60° Femelle : 42 cm en moyenne (jusqu'à 70 cm), en forme de lyre, inclinées à 60°                                | Mâle : plus courtes (47 cm sur une étude partielle), forme de lyre juste ébauchée (variable selon les individus), plus minces. Peu inclinées (pointent vers le haut). Très rarement comme des cornes d'aurochs Femelle : idem mâles, mais plus courtes (42 cm dans une étude partielle) |
| Forme du corps | La taille à l'épaule est plus ou moins égale à la longueur du tronc | La taille à l'épaule est plus ou moins inférieure à la longueur du tronc (jambes plus courtes) |
| Forme de la tête | Relativement longue et étroite | Plus courte et plus large |
| Mamelles | Petites et difficilement visibles | Très variables en taille, de petites à grosses |
| Résistance au froid | Vivait de l'Afrique du Nord au Sud de la Scandinavie. Température probable l'hiver pouvant dépasser -30°.                                                                                | D'après le VFA, peut résister jusqu'à -30° |
| Dimorphisme sexuel | Important (taille, poids, couleur, cornes) | Assez important : les mâles en liberté font environ 800 kg, et les femelles 500 kg. Selon les individus, le dimorphisme des sexes en matière de cornes ou de couleurs peut-être important (proche de l'original), ou au contraire très faible.                                          |
| Vie sociale en liberté | Les femelles vivaient en groupes avec leurs veaux, les mâles vivant à part, en groupes plus petits. Certains mâles restaient solitaires. Affrontements entre mâles pour la reproduction. | Idem. |

Bien qu'offrant souvent une plus grande ressemblance avec son ancêtre que les bovins domestiques les plus fréquents, l'aurochs de Heck a donc aussi des différences variables selon les individus. La taille moyenne est plus petite, les jambes sont plus courtes par rapport au corps que chez l'aurochs sauvage, les cornes ont généralement une taille plus petite et une forme différente et les couleurs des mâles elles-mêmes sont souvent plus claires. Quelques individus peuvent cependant avoir des caractéristiques assez similaires à celles de leur ancêtre, exception faite de la taille.

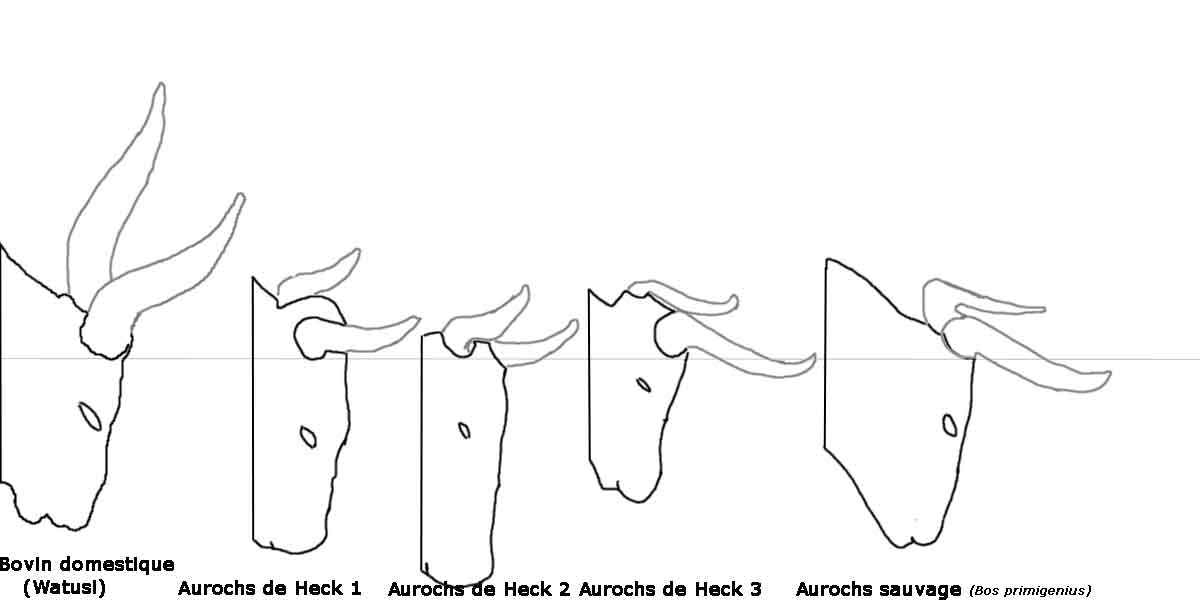
Comparaisons de cornes de bovin domestique (Watusi), de trois aurochs de Heck et d'un aurochs sauvages (Bos primigenius). Les cornes de l'aurochs sauvages sont sous-estimées de 20 % car l'étui de kératine a disparu du crane fossile. Ses cornes sont très orientées vers l'avant quand les cornes du Watusi partent vers le haut. Les cornes des aurochs de Heck sont variables : plus ou moins vers le haut, plus ou moins vers l'avant selon les individus.

Concernant les cornes, Claude Guintard note « les premiers directeurs de zoos qui ont fait reproduire ce bovin avaient pour objectif principal d'offrir au public un animal pouvant représenter l'ancêtre sauvage disparu : l'aurochs. À ce titre, ils ont attaché un intérêt tout particulier à obtenir un cornage imposant, sans toutefois réellement s'interroger sur la forme exacte et sur la taille précise des cornes du Bos primigenius. Ainsi, un certain degré de polymorphisme, tant sur l'orientation des cornes par rapport au crâne, que sur leur incurvation vers l'avant, le haut ou le côté, ou bien encore la taille à la base, a pu apparaître. Il est clair qu'en l'absence d'association d'éleveurs et de réflexion menée sur ce thème, chacun avait en tête son « standard » de la race ». L'auteur note des cornes plus courtes, de formes très différentes et sensiblement plus minces. Cependant, indique-t-il en 2005, « certains individus du cheptel allemand montrent ce type de cornage [proche de l'aurochs] à l'heure actuelle (élevage FRISCH, ABU, etc) ».

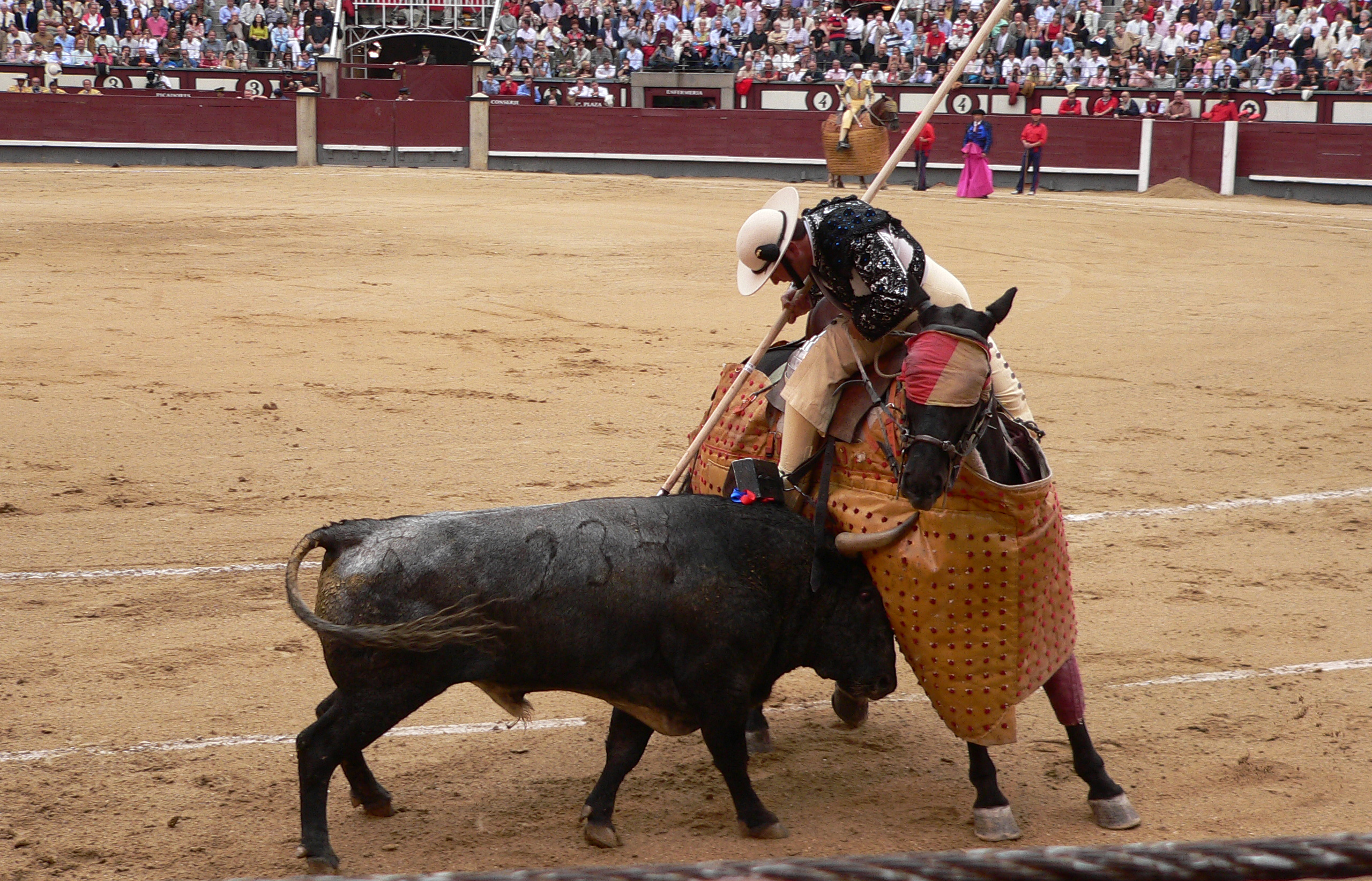
Taureau de combat espagnol.

Van Vuure estime que le taureau de combat espagnol est par beaucoup de traits plus proche du phénotype originel que l'aurochs-reconstitué : cornes inclinées vers l'avant, taille plus importante (les mâles dépassent 150 centimètres), etc. La tête est cependant plus large et courte. Le poids des mâles est en moyenne de 522 kilogrammes. Lutz Heck avait effectivement introduit cette race bovine dans son groupe reproducteur mais celui-ci semblant avoir disparu pendant la guerre, les actuels aurochs-reconstitués n'en ont probablement plus de trace.

## Depuis la Seconde Guerre mondiale

### Élevage

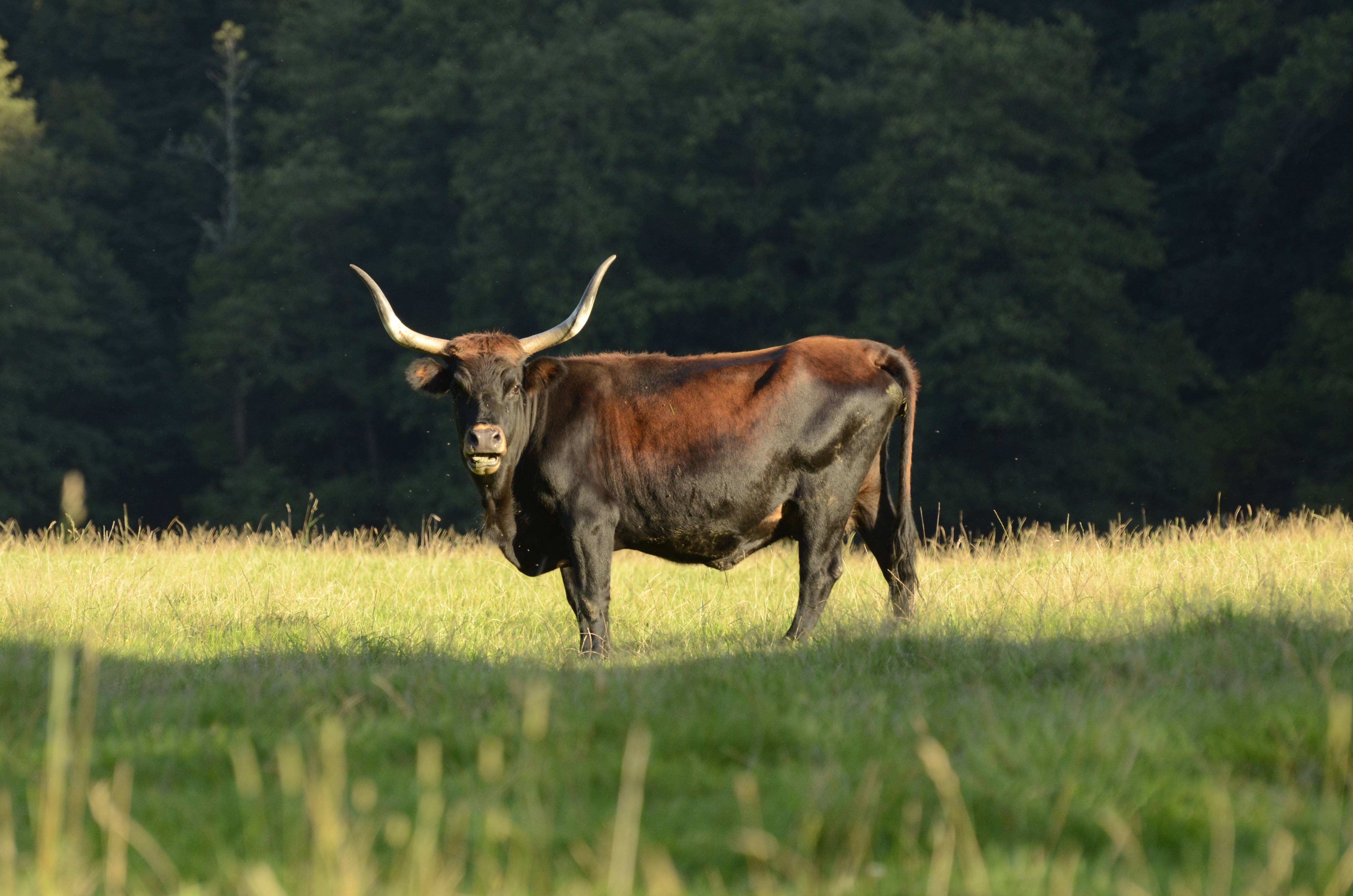
Aurochs de Heck de la réserve animale du Domaine des grottes de Han en Belgique.

Après la Seconde Guerre mondiale, des petits groupes d'éleveurs ont maintenu quelques dizaines d'individus de la race dans le cadre d'un élevage assez confidentiel, l'animal ayant un très faible intérêt du point de vue de la production laitière et un intérêt moyen du point de vue de la production de viande. Quelques zoos le présentaient aussi au public, parfois même comme un aurochs à part entière.
L'élevage a pris une ampleur un peu plus grande à partir des années 1970 avec l'intérêt croissant pour l'utilisation de bovins rustiques dans l'entretien de zones sauvages. Non seulement des introductions dans des parcs naturels néerlandais ont été faites mais l'élevage en semi-liberté a été quelque peu développé, encore qu'à petite échelle.
L'animal « a fait son apparition en France en 1979 (première importation par le Zoorama Européen de Chizé en provenance de Suisse et d’Allemagne). D’abord considéré comme bovin de parc zoologique, cet animal s’est développé en référence à l’ancêtre disparu (Bos primigenius, Bojanus 1827). Ce n’est qu’à partir de 1989 que le premier éleveur français s’est lancé dans l’entretien d’une zone difficile (marais de la « Ferme de l’Aurochs » dans le Jura). Au cours des années 1990, au rythme d’un élevage nouveau par an, le cheptel s’est agrandi et des milieux différents ont été exploités (zone de moyenne montagne, sous-bois, causses, marais et friches, etc). Plus de dix ans après, un premier bilan technico-économique de ce nouveau type d’élevage hyper-extensif est permis en considérant que le revenu principal pour l’éleveur est la vente de la viande des animaux abattus (Guintard et al., 2000) même si la raison première de tous ces élevages est l’entretien de zones difficiles (ou en déprise agricole) dont la quantification en coût est impossible avec les outils classiques ».
Un Syndicat International a été constitué en 1995 autour de l'élevage : le SIERDAH (Syndicat International pour l'Élevage, la Reconnaissance et le Développement de l'Aurochs de Heck), rebaptisé par la suite SIERDA (Syndicat International pour l'Élevage, la Reconnaissance et le Développement de l'Aurochs-reconstitué). Le syndicat gère le livre généalogique de l'aurochs-reconstitué et a comme adhérents des institutions, associations ou entreprises privées de différents pays. La « ferme de l'aurochs » française est ainsi membre du SIERDA.
En 1998, « Le syndicat fédère [...] six pays européens (Allemagne, Belgique, France, Hongrie, Italie et Pays-Bas). Ses buts sont avant tout de promouvoir l'élevage de cet animal, de mettre sur pied une réflexion scientifique sur la sélection des animaux et de tenir le livre généalogique ». La race « présente par ailleurs des aptitudes de rusticité particulièrement intéressantes ce qui est un atout essentiel à la race et explique que de nombreux éleveurs commencent à s'y intéresser (notamment pour l'entretien des friches dans l'Union européenne) ». En 2006, le syndicat a toujours des adhérents dans six pays mais reste à dominante française.
Contrairement aux frères Heck, le syndicat ne prétend pas que l'aurochs-reconstitué est semblable au véritable aurochs. Selon une déclaration de son président, « l'aurochs-reconstitué n'est ni un aurochs (Bos primigenius), ni un reconstitué, pas plus qu'un rouge-gorge n'est un rouge ou une gorge ».
En Allemagne, l'association des éleveurs est le VFA (Verein zur Förderung der Auerochsenzucht), dont le président est également membre du SIERDA (en 2006). Le VFA publie son propre livre généalogique mais il est envisagé un livre généalogique unifié pour 2009, sur la base d'« un logiciel de saisie automatique des animaux » développé par le VFA. Les objectifs officiels de l'association sont assez similaires à ceux du SIERDA (livre généalogique, définition d'un standard), mais incluent aussi le progrès des connaissances sur l'aurochs sauvage, ce qui confirme l'intérêt particulier des éleveurs allemands pour la reconstitution phénotypique de l'aurochs.
En 1997, l'aurochs de Heck a été accepté au catalogue des races bovines françaises sous le nom officiel d'aurochs-reconstitué.
En 2005, il y aurait environ 2 500 têtes en Europe dont 350 en France.

### Introduction en milieu naturel

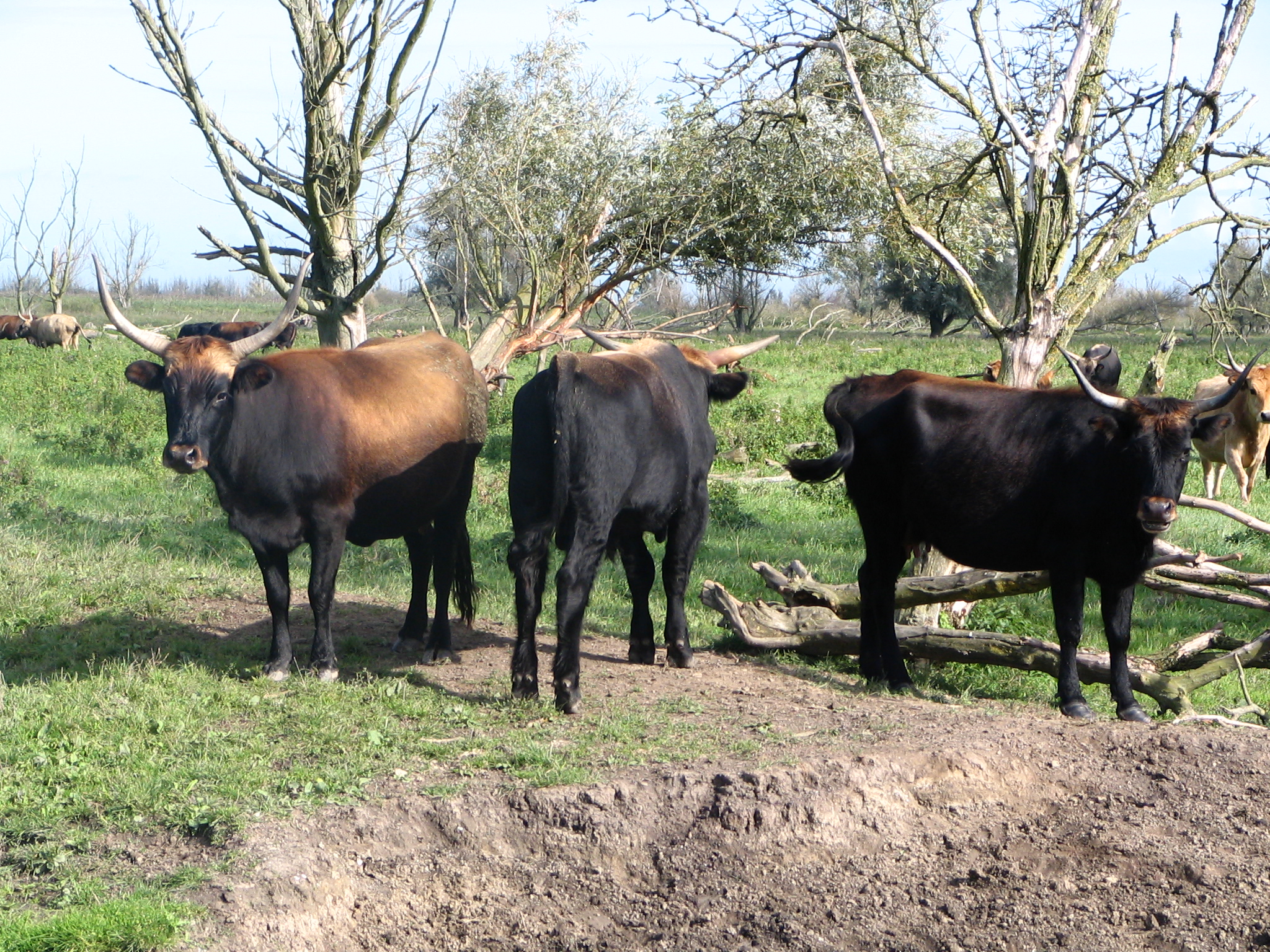
Un petit groupe dans la réserve de Oostvaardersplassen (Pays-Bas).

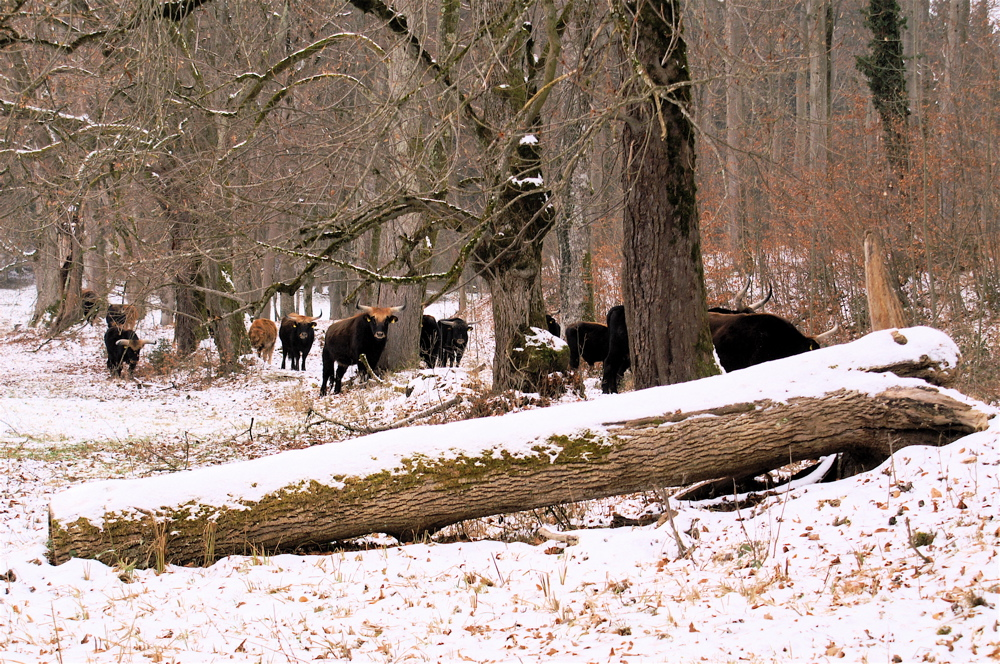
Un troupeau sur l'ile de Wörth, en hiver.

« Dans les années 1970, des agences de conservation de la nature en Europe ont commencé à employer des bétails domestiques, des chevaux et des moutons pour maintenir à bon marché certains types de paysage. Il a été ajouté à cette tendance l'idée selon laquelle dans le passé de grands herbivores indigènes ont pu créer ou maintenir certaines végétations ». C'est dans ce cadre que des introductions d'aurochs de Heck ont été tentées, la première ayant été réalisée en 1983 aux Pays-Bas.
L'idée était de préserver les espaces de prairies tout en limitant les interventions humaines. En l'absence d'entretien ou de grands brouteurs, dans la plupart des régions européennes, la forêt tend en effet à s'étendre, empiétant sur les prairies, protégées en raison de leur intérêt écologique. Ces expériences ont commencé en 1983 dans les réserves intégrales des Pays-Bas où les touristes eux-mêmes ne sont pas admis.
Le recours aux aurochs de Heck ne vient pas forcément d'une adhésion à l'idée selon laquelle l'aurochs de Heck est un homologue de l'aurochs sauvage. Plus pragmatiquement, il vient du besoin d'une espèce rustique, capable de vivre sans intervention humaine. Ainsi, le WWF indique : « Cette race mélangée montre des similarités avec les aurochs, mais aussi des différences. Néanmoins, pour l'instant, cette race semble être le meilleur substitut pour les aurochs dans des projets de développement de la nature ». Des expériences similaires ont été menées avec d'autres races de bétail domestique « rustique », comme le bœuf des Highlands et diverses races de chevaux, moutons et chèvres.
Les troupeaux relâchés dans la nature, avec des chevaux, ont prospéré, confirmant la bonne capacité de l'aurochs-reconstitué à vivre libre comme son ancêtre. Il y a ainsi en 2007 plus de 600 animaux vivant libres aux Pays-Bas, en particulier dans la réserve fermée de Oostvaardersplassen (6 000 hectares). Des introductions en liberté ou en semi-liberté se sont aussi multipliées dans d'autres pays, dont la Roumanie, le Portugal et l'Espagne. On compte par exemple quelques aurochs-reconstitués dans les prairies finistériennes du parc d’Armorique (en captivité) et d'autres animaux ont été introduits dans des parcs naturels hongrois. Le WWF a également relâché 25 aurochs de Heck en 2005 dans la réserve du lac Pape(60 km2 en Lettonie).
Ces introductions ont suscité trois débats techniques.
Aptitude à vivre en liberté : Le premier débat a porté sur l'aptitude de l'animal à vivre sans intervention humaine. Ce débat est aujourd'hui clos, des troupeaux d'aurochs de Heck vivant en liberté sans interventions depuis 1983. La résistance aux maladies semble bonne ainsi que la capacité à résister aux intempéries (jusqu'à −30 °C d'après le VFA).
Fidélité historique du rôle environnemental : Le second débat a porté sur la cohérence entre le rôle écologique qu'on faisait jouer à l'aurochs-reconstitué par rapport au rôle écologique que jouait l'aurochs sauvage dans le passé. Ce second débat a initié une série d'études sur les milieux occupés par l'aurochs originel, sur son mode de vie et sur une vision plus fine de son phénotype. C'est donc directement l'introduction de l'aurochs de Heck dans les milieux naturels des Pays-Bas qui a suscité l'amélioration de la connaissance actuelle de l'aurochs sauvage.
Ces études ont conclu que l'apparence de ce dernier était plus éloignée que son descendant « reconstitué » que les frères Heck ne le pensaient. Elles ont aussi conclu que les milieux de plaines herbeuses, de bois et de marécages où était introduit l'aurochs-reconstitué aux Pays-Bas avait certaines ressemblances avec les milieux de forêts et de marais où vivait l'aurochs sauvage en Europe récente. L'habitat de l'animal apparaît en tout état de cause diversifié puisqu'il a également colonisé des milieux plus ouverts en Europe du Sud-est, en Asie (steppes) ou en Afrique du Nord, voire en Europe occidentale ancienne. Les introductions récentes en milieux steppique hongrois sont donc conformes à l'habitat de l'aurochs dans cette région avant sa disparition.
Le comportement des aurochs de Heck vivant en liberté est identique à ce que l'on connaît du comportement social de l'aurochs sauvage : les femelles vivent en groupe avec leurs veaux, les mâles vivant à part en petits groupes. Certains mâles restent solitaires. À la saison des amours les mâles rejoignent les femelles, s'affrontant parfois violemment pour pouvoir se reproduire.
Maintien des espaces ouverts : Le troisième débat a porté sur la capacité de l'aurochs ou d'autres grands herbivores à lutter contre le développement naturel de la forêt. En s'appuyant sur les études portant sur des réserves intégrales ou des milieux naturels, T. van Vuure mais aussi d'autres biologistes indiquent qu'une efficacité à long terme d'une telle démarche ne semble pas correspondre aux données disponibles. Les grands herbivores de l'hémisphère Nord ne paraissent avoir qu'un impact assez marginal sur la forêt, dans la mesure où ils privilégient la consommation d'herbe sur celle des jeunes pousses d'arbres. D'autres biologistes restent persuadés de la capacité des grands herbivores (aurochs de Heck, bison d'Europe, chevaux, cervidés) à maintenir des milieux de prairie contre l'invasion de la forêt et soutiennent généralement l'utilisation de l'aurochs de Heck pour de tels projets. Le WWF a ainsi pris en 2001 des positions favorables à ces introductions, en soutenant que les espèces introduites (y compris l'aurochs de Heck) favorisent « des paysages richement structurés comportant une mosaïque d'habitats ouverts et de forêts et peuvent donc être vues comme des espèces [...] qui fournissent des habitats à d'autres ».
Dans cette optique, la ressemblance avec l'aurochs sauvage originel est considérée en elle-même comme un excellent indice d'une capacité à bien s'adapter au rôle recherché : « le principal problème pour trouver un substitut écologique aux aurochs est que nous n'en savons pas beaucoup sur la biologie de l'espèce. C'est essentiellement l'aspect de l'animal qui peut être reconstruit. Et la signification écologique des caractéristiques connues est au mieux vaguement comprise. Néanmoins, des animaux ressemblant étroitement aux aurochs pourraient mieux réussir dans des conditions sauvages ou semi-sauvages que d'autres races : après tout, les caractéristiques de l'aurochs se sont développées en tant qu'adaptation à ces habitats même si nous ne savons pas quelle caractéristique offre quel avantage pour la survie ». Le WWF considère que l'actuel aurochs de Heck est un candidat acceptable mais imparfait et s'intéresse aux nouveaux développements des élevages allemands. Mais le WWF n'affirme pas qu'un bovin proche au niveau phénotypique de l'aurochs serait un aurochs « ressuscité ». Il pense qu'il serait simplement plus apte à jouer le rôle écologique de l'aurochs.
Les études menées à Oostvaardersplassen où les aurochs de Heck vivent libres depuis 1983 indiquent qu'ils y favorisent les prairies herbeuses au détriment d'autres plantes ou arbustes comme Sambucus nigra (le sureau noir, une plante légèrement toxique et assez envahissante que les bovins sont parmi les seuls à manger). L'impact direct sur les jeunes arbres, afin de limiter l'emprise forestière, est par contre plutôt le fait des cerfs. Les études montrent donc que c'est l'ensemble des grands herbivores de la réserve (cerfs, aurochs et chevaux) qui maintiennent l'environnement désiré et non les seuls aurochs-reconstitués. Chaque animal occupe en effet une niche alimentaire qui lui est en partie spécifique.
Au-delà de sa dimension « utilitaire », l'introduction de l'aurochs de Heck dans la nature est aussi défendue par un certain nombre de biologistes ou d'environnementalistes[Lesquels ?] comme une tentative de restaurer les groupes de grands bovins sauvages exterminés par l'homme.

### Critiques du projet
Trois grands types de critiques ont été adressés au travail des frères Heck. Une quatrième a été faite à la volonté d'introduire l'aurochs-reconstitué dans la nature à compter des années 1970 et est donc directement liée aux débats techniques précédemment cités.
- La première critique est de nature idéologique. Elle met en cause les sympathies nazies des frères Heck et considère que leur volonté de « re-créer » la forme sauvage disparue de l'aurochs témoigne d'une idéologie de la pureté germanique, faisant de l'ensemble du projet une forme de propagande nazie. À la fin des années 1990 a ainsi été fondé en France par Jean Aikhenbaum et Piotr Daszkiewicz l'association « Histoire, Sciences, Totalitarisme, Éthique et Société » (HSTES), « dans le but de mettre fin à la supercherie qui consiste à faire croire qu’un bovin domestique ordinaire est un aurochs. Elle s’est fixé comme objectif d’alerter l’opinion publique et les institutions internationales qui ont en charge l’éthique professionnelle et les fraudes scientifiques sur cette situation aberrante » (HSTES, courrier envoyé à Jean Glavany, Ministre de l'agriculture et de la pêche, le 16 août 2000). S'opposant au nom officiel français d'aurochs-reconstitué, l'association a proposé de renommer la race en « nouvelle race bovine domestique, créée par les nazis pour justifier les théories raciales » (HSTES, courrier envoyé au Chef de Bureau de la Génétique Animale, le 1er septembre 1999)[61]. L'association critique autant le terme vernaculaire d'aurochs de Heck, fréquent en France mais considéré comme honorant le souvenir de biologistes nazis, que celui d'aurochs-reconstitué, considéré comme introduisant l'idée que le véritable aurochs a été recréé[62].
- La seconde critique est une critique de principe. Pour ses tenants, il est impossible de retrouver le génotype d'une espèce dont les formes sauvages ont disparu et qui ne survit plus que dans des formes domestiques. Compte tenu de la méconnaissance du génotype originel, il est extrêmement difficile, si ce n'est impossible, d'espérer effacer des millénaires de dérive génétique. Les mutations sélectionnées par les éleveurs sont impossibles à éliminer même par une sélection à rebours. Des allèles ont forcément définitivement disparus et ne peuvent être recréés. Enfin, les proportions originelles entre les allèles de la population sauvage ont été tellement modifiées par l'élevage qu'il est statistiquement très improbable d'arriver à les recréer. L'aurochs de Heck est souvent qualifié par ses détracteurs de « pseudo aurochs ». Ainsi, le « Conseil national de la protection de la nature de la république polonaise » a donné un avis défavorable sur le « projet d'élevage et croisement de bovins au nord-est de la Pologne sous la dénomination malhonnête de réintroduction d'aurochs ». Pour justifier les raisons de sa décision, la commission a souligné qu’au regard de nos connaissances actuelles en génétique, il est impossible de reconstituer une espèce disparue.
- La troisième critique est technique. Elle porte moins sur les principes que sur les méthodes utilisées par les frères Heck. Tout d'abord, ceux-ci souffraient d'« un manque de connaissance de base au sujet des aurochs éteints[10] » ce qui les faisaient travailler en partie en aveugle. Les connaissances des années 1920 en matière de morphologie de l'animal étaient en effet bien moins développées.

La vitesse avec laquelle l'expérience a été menée (douze ans pour Heintz Heck et onze ans pour Lutz Heck) est considérée comme peu sérieuse.
L'absence de toute méthodologie précise en matière de sélection génétique a favorisé « la riche imagination et l'autosatisfaction des deux frères ».
Enfin, certaines de leurs déclarations niant la présence de traits indésirables au sein de leurs troupeaux se sont révélées fausses.
Les écarts de phénotype entre les aurochs de Heck et les aurochs sauvages, sous-estimés voire niés par les deux frères, sont donc considérés comme validant la critique technique.
Il existe aujourd'hui un assez grand consensus sur la réalité de ces écarts. Certains critiques sont cependant plus modérés que d'autres. Pour les premiers, la ressemblance partielle entre l'aurochs de Heck et la forme sauvage implique peut-être une ressemblance génétique plus grande que celle existant avec les bétails domestiques classiques. Pour les seconds, l'aurochs de Heck n'est, pour ce qui est du génotype, pas plus proche de l'aurochs sauvage que n'importe quel autre bovin domestique.
- La quatrième critique ne porte pas sur le phénotype ou le génotype de l'aurochs-reconstitué. Elle porte sur le rôle environnemental (maintien d'un paysage de prairie contre l'expansion forestière) qui lui est attribué par les projets d'introduction en milieu naturel aux Pays-Bas. On a vu que ces projets d'intervention minimale, voire nulle, des hommes sur le paysage impliquaient en compensation des troupeaux de grands brouteurs (chevaux, bovidés) tels qu'ils existaient jusqu'au Néolithique. Pour ces critiques, le rôle environnemental de l'aurochs originel, plutôt orienté sur les forêts et les marais (du moins dans l'Europe récente[56]), rend impropre, en tout cas non-conforme à l'histoire, l'utilisation de ses descendants (aurochs-reconstitués ou autres races « rustiques ») pour ce type d'entretien des espaces[66].

### Reprise de la sélection

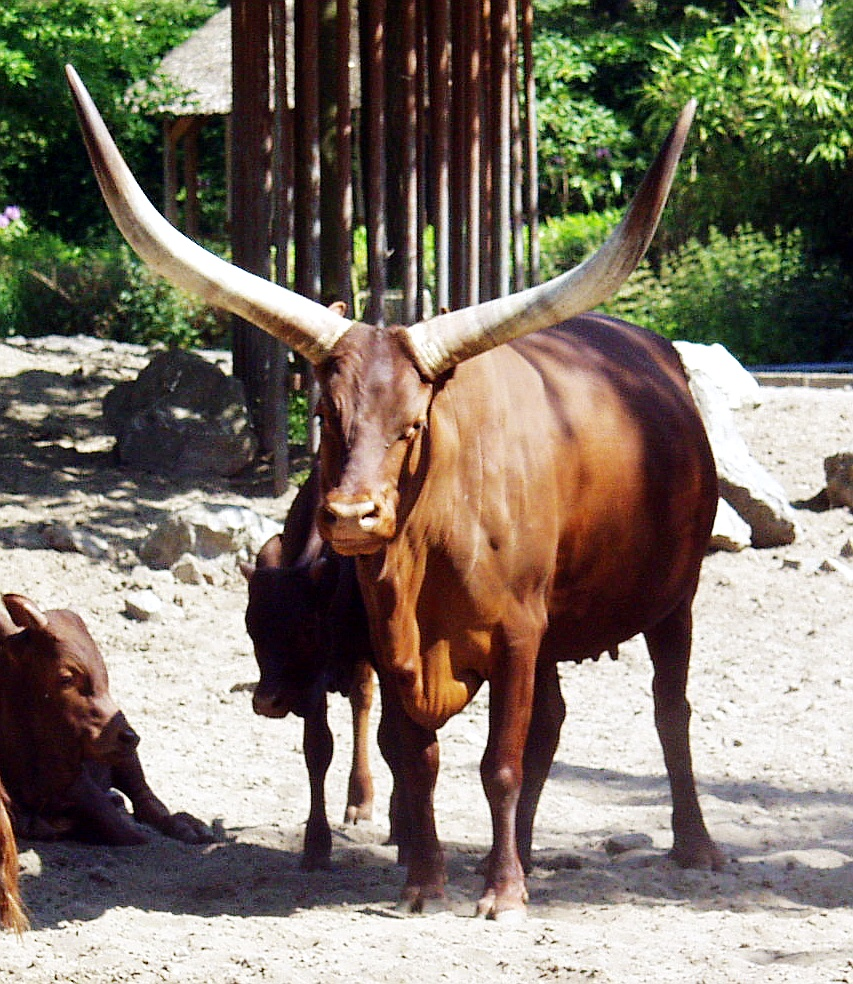
Des Watusi africains, autres descendants domestiqués de l'aurochs sauvage, aux très grandes cornes.

Compte tenu du consensus entre biologistes sur l'éloignement relatif du phénotype de l'aurochs-reconstitué par rapport à celui de l'aurochs sauvage, deux attitudes sont apparues.
Pour la première, l'aurochs de Heck n'offre pas plus d'intérêt que n'importe quelle autre race bovine. Le travail de reconstitution du phénotype originel n'a guère d'intérêt et celui de reconstitution du génotype originel est illusoire.
Pour la seconde, l'idée de retrouver un phénotype proche de l'original reste possible et un tel phénotype impliquerait sans doute une assez grande proximité génotypique. Mais le succès très partiel des frères Heck implique de reprendre leur travail.
Sélection au sein des troupeaux existants
La première démarche est de travailler au sein du troupeau existant, en sélectionnant les animaux les plus proches en apparence de l'aurochs originel. Le premier outil pour ce faire est de fixer un standard, fixant mieux la couleur des animaux, le dimorphisme sexuel recherché, la forme des cornes. Des résultats non négligeables ont été obtenus, en particulier en Allemagne. Ainsi, « la taille maximale d'un adulte aurochs de Heck que nous connaissons est de 1,60 mètre pour un mâle et presque autant pour une femelle, à l'exception des croisements entre des aurochs et d'autres races comme les Chianina ». Les cornes peuvent être également très proches de l'original. Quelques mâles atteignent ainsi désormais, à force de sélection, la taille des plus petits aurochs sauvages connus. On note aussi un dimorphisme sexuel inférieur à celui de l'aurochs sauvage, les plus grandes femelles faisant la taille des plus grands mâles. Ces animaux au phénotype fidèle restent encore peu nombreux, assez éloignés en taille, en couleur et en apparence des aurochs de Heck les plus courants qui ne subissent pas de sélection particulière.
| Photos | Commentaires |
| ------ | --- |
|        | Un des plus grands mâles existant en 2007, obtenu par sélection en Allemagne, sans croisement avec d'autres races. La couleur sombre, la raie dorsale claire et les cornes sont proches du phénotype de l'aurochs sauvage. La taille de 1,60 m est conforme à la taille des plus petits aurochs mâles connus. La longueur des jambes par rapport au corps est un peu courte. |
|        | Une des plus grandes femelles existant en 2007, obtenue par sélection en Allemagne, sans croisement avec d'autres races. La couleur rousse et la longueur des jambes par rapport au corps sont proches du phénotype de l'aurochs sauvage. La taille de 1,60 m est plus grande que la taille des femelles d'aurochs sauvage (plutôt 1,50 m), et les cornes paraissent également un peu grandes. On voit derrière d'autres femelles d'environ 1,40 m, aux cornes également plus petites. |
|        | Un mâle de la réserve d'Oostvaardersplassen. Les animaux y vivent en liberté depuis 1983, et n'y subissent pas de sélection artificielle. Le phénotype est plus proche des premiers aurochs de Heck, et plus éloigné de celui des aurochs sauvages. La couleur est trop rousse par rapport à celle d'un aurochs sauvage mâle, et les cornes trop pointées vers le haut. |
|        | Un petit groupe dans la réserve d'Aukrug, conforme aux formes d'aurochs de Heck les plus éloignées du phénotype sauvage, avant reprise de la sélection : petite taille, petites cornes, cornes orientées vers le haut. Un des animaux est même blanc. |

Sélection par mélange avec de nouvelles races
Pendant longtemps, obtenir des tailles de corps ou de cornes proches du phénotype sauvage semblait hors d'atteinte par une simple sélection du cheptel existant. Des expériences isolées ont donc été menées dans l'après-guerre par différents éleveurs, les uns accouplant des aurochs-reconstitués avec des Watusi, les autres avec des Jersiaises. Les croisements avec les Watusi, dont les cornes peuvent atteindre 250 centimètres (deux à quatre fois celles de l'aurochs mais avec une forme très différente), visaient non à obtenir des cornes de même forme ou de même taille mais plutôt un allongement modéré des cornes. Les résultats de ces croisements sont restés médiocres en ce qui concerne le phénotype.
Depuis la fin des années 1990, un travail a été initié en Allemagne en croisant des aurochs de Heck avec de nouvelles races. Le but est d'aller encore plus loin que les résultats obtenus par les meilleurs sélectionneurs, en particulier en matière de taille. L'association la plus impliquée dans ce travail est l'Arbeitsgemeinschaft Biologischer Umweltschutz, ou Groupement d'entreprises pour la protection de l'environnement biologique (ABU).
Des Chianina italiens sont en particulier utilisés. C'est une race rustique résistante aux maladies d'une forme générale assez proche de celle de l'aurochs originel. Les jambes sont en effet proportionnellement plus longues (par rapport au corps) que chez les races bovines habituelles, la taille moyenne au garrot des taureaux approche les 170 centimètres, la taille moyenne probable des aurochs mâles et des extrêmes sont référencés à 190 centimètres. Il y a aussi des différences importantes : la robe est blanche et les cornes sont courtes. L'idée est donc ici d'introduire dans le patrimoine génétique des aurochs de Heck les allèles codant la grande taille et la proportion des membres puis de sélectionner les jeunes portant non seulement ces allèles mais aussi les allèles codant les couleurs ou les cornes « sauvages », hérités d'autres ancêtres que les chianina.
Des Sayaguesa (ou Zamorana) espagnols sont également utilisés. Cette race rustique et très menacée a une grande taille (cependant plus petite que celle des Chianina) et a des cornes ressemblant beaucoup plus à celles des aurochs (sans être identiques) que celles des Chianina tout en ayant une robe assez similaire à celle de l'aurochs : brun-noir avec une bande plus claire le long de la colonne vertébrale.
Des taureaux de combat espagnols sont également utilisés.
Dans son article sur le sujet, le WWF estime les premiers résultats de ces nouveaux croisements encourageants. Il indique : « Il y a une possibilité pour rapprocher phénotypiquement l'aurochs de Heck des aurochs en le croisant avec d'autres races, par exemple le Chianina italien ou le Sayaguesa espagnol. Un tel projet a démarré en Rhénanie-du-Nord-Westphalie », dans l'élevage de l'ABU (une centaine de têtes en 2003). Dans un article de mai 2003, la section allemande de Greenpeace décrit Lucio, un taureau de cet élevage, croisé d'aurochs de Heck et de Sayaguesa que l'association considère à l'époque être son meilleur résultat : « 1,70 mètre au garrot, trois mètres en longueur, une tonne de poids vif, une peau noire avec une ligne dorsale lumineuse, les cornes longues et épaisses comme les bras d'Arnold Schwarzenegger ». Ce qui correspond assez bien au phénotype sauvage recherché même si l'article indique que pour l'ABU Lucio n'est pas encore un homologue parfait de l'aurochs sauvage et conserve des différences avec le phénotype de celui-ci.
Il est trop tôt pour savoir si ces expériences parviendront à reconstituer un groupe reproducteur stable au phénotype fidèle. T. van Vuure, qui ne considère pas l'aurochs de Heck actuel comme un bon homologue de l'aurochs sauvage, indique cependant « la production d'un bovin similaire à l'apparence de l'aurochs, respectant les caractéristiques connues à ce jour, et plus ressemblant que l'aurochs de Heck ne l'est, doit certainement être possible ».
Même dans ce cas, la question de la ressemblance génotypique reste ouverte. Pour des raisons statistiques liées à la sélection, la diversité des allèles originaux a forcément été réduite. Une ressemblance forte pourrait cependant laisser penser que les allèles originaux les plus fréquents sont présents dans l'animal « reconstitué » mais la validation d'une telle hypothèse implique d'une part d'avoir un groupe reproductif stable respectant le phénotype originel, ce qui n'est pas le cas, et d'autre part d'avoir une bonne connaissance du génotype originel, ce qui n'est pas non plus le cas.
La réponse à ces deux conditions n'est dans le meilleur des cas pas envisageable avant de nombreuses années.
Fixation d'un standard de la race
Parallèlement à l'introduction de ces nouveaux reproducteurs dans certains élevages, l'association allemande des éleveurs, le VFA, a aussi publié les objectifs à atteindre au plan phénotypique en se référant explicitement aux descriptions de l'aurochs données par les principaux scientifiques ayant travaillé sur ce sujet. Pour ce qui est de la taille, les objectifs restent le minimum constaté chez les aurochs sauvages : au moins 160 centimètres pour les mâles (160 à 180 centimètres pour les mâles aurochs sauvage). Il en va de même pour les cornes puisqu'une longueur moyenne de 63 centimètres pour les mâles est recherchée (avec étuis kératinisés), contre 74 centimètres en moyenne chez les aurochs. Les autres caractéristiques recherchées (couleur, comportement, forme des cornes, taille de mamelles, musculature, couleur des muqueuses, etc) sont conformes au phénotype connu de l'aurochs.
Le VFA a également défini une liste de caractéristiques devant amener l'exclusion de l'élevage : couleur rougeâtre chez les mâles (caractéristique des femelles), cornes dont l'angle avec le front dépasse 120° (pointées vers le haut et non vers l'avant), taille inférieure à 135 centimètres au garrot pour les mâles et 120 centimètres pour les femelles, etc. Les critères d'exclusions ne sont pas très stricts et sont assez loin du phénotype recherché. Ils confirment sans doute qu'une partie importante du troupeau allemand est encore loin de l'objectif même si certains élevages sont connus pour des phénotypes plus proches de l'aurochs (Frisch, ABU).
En France, le SIERDA a également pour projet la définition d'un standard de la race (le plus près possible de l'apparence de l'aurochs sauvage) et la mise en place d'un outil d'aide à la sélection. Ce projet n'est pas nouveau mais semble devoir aboutir en 2007[réf. nécessaire]. C. Guintard et S. Davrou de l'École nationale vétérinaire de Nantes écrivent ainsi : « les éleveurs doivent pouvoir réaliser un travail "d’orientation de leur patrimoine génétique" sérieux et basé sur des critères objectifs. Nous nous proposons, dans le cas de l’aurochs-reconstitué (code race 30) de présenter un index synthétique, spécifique à la race, basé sur un système de notation linéaire, qui permettra de comparer la valeur génétique des animaux reproducteurs de la race à un instant donné. Vu le faible effectif de la race et le mode de gestion réalisé en aurochs-reconstitué, cet index n’est abordé que pour les taureaux, dans un premier temps ». Cet index doit être publié pour la fin 2007[réf. nécessaire].

### Synthèse
La « recréation » de l'aurochs sauvage au niveau phénotypique est peut-être envisageable mais n'est pas encore obtenue dans l'actuel aurochs de Heck. La reconstitution génotypique est encore plus hypothétique, la réussite du premier objectif ne garantissant pas celle du second.
Au-delà des questions techniques, les débats autour de l'aurochs de Heck et de son utilisation sont cependant révélateurs d'une partie des débats qui sont en cours dans le domaine de l'environnement depuis des décennies. La nature doit-elle être maintenue en l'état, doit-elle être restaurée, l'impact de l'homme doit-il être limité voire supprimé dans certaines zones ?
Là où le WWF prend des positions favorables à des (ré)-introductions, considérant que l'aurochs de Heck, les chevaux, les bisons favorisent « des paysages richement structurés comportant une mosaïque d'habitats ouverts et de forêts et peuvent donc être vus comme des espèces [...] qui fournissent des habitats à d'autres », d'autres dénoncent une nature « recréée », « artificialisée » ou « muséifiée ». « Il s'agit, dès maintenant, et sous couvert de l'urgence et de la sauvegarde, d'annoncer symboliquement, à grand renfort de campagnes d'explications, le "retour à la nature" par le retour d'espèces disparues. [...] Or, les opérations de réintroduction sont souvent réalisées avec des animaux récupérés dans des zoos ou des élevages [...]. Nous sommes bien entrés dans l'ère du Canada Dry. [...] Des animaux "sauvages" sont mis en "liberté" (Canada Dry) dans une "nature" (Canada Dry) ».
Ces débats sont toujours en cours, et renaissent lors des réintroductions d'animaux (loups, lynx) ou des créations de réserves naturelles. Les débats autour de l'aurochs-reconstitué ont leurs spécificités mais ils s'intègrent également à ces questions plus générales.